# IMRAD
IMRAD（、イムラッド）は、文章構成 (Organization) の型式 (Style) の名称の1つである。IMRADの名前は、Introduction, Methods, Results And Discussionの略に因む。その名前の由来通り、IMRAD型の文章は、その骨格部が、少なくともIntroduction, Methods, Results, Discussionの4つの部分に分かれることを特徴とする。主に実証研究に基づく自然科学、工学、医学、社会科学、一部の人文科学の論文において、この形式に従った章立てが、よく採用されている。

## IMRAD型の概要

### 総論
IMRADは、文章構成 (Organization) の型式 (Style) の名称の1つである。
IMRAD型の文書は、科学的方法に基づいた推論を記述 / 検証するのに適しているため、学術論文においてよく使われる。自然科学、人文科学、社会科学を問わず、実証分析に基づく論文では、ほとんどがこのIMRAD型の構成を採った形で学術誌に掲載される。また、論文以外でも、学会発表のスライドやポスターや、学生実習等のレポートでも、そのような構成がみられることがある。
IMRADの名前は、Introduction, Methods, Results And Discussionの略に因む。
この語源からも分かるように、IMRAD型の構成を取る文章は、基本的にはIntroduction（導入; I）、Methods（研究方法; M）、Results（実験結果; R）、Discussion（考察; D）の4つの要素をこの順番に並べた骨格を持っている。通常はIntroductionの前に、Title（タイトル; T）をおくことや、Discussionの後にConclusion（まとめ; C）を書くことがほぼ必須で、ほとんどの場合、Titleの後（Introductionの前）にAbstract（アブストラクト; A）が入るのが普通である。また、文章の要素という程ではないが、それに準ずる役割を担うものとして、文章の最後に、謝辞や参考文献一覧、脚注が書かれていることがほとんどである。そのため本記事では、骨格部分に加え、Title、Abstract、Conclusion等を含めた構成のことを、IMRAD型の定義とする。
英語論文校閲業者 editage 社による解説記事には、それぞれの項目に以下のようなことが書かれるべきだと書かれている。
- Introduction :What are you studying and why?(何を研究したのか？、何故それを研究したのか)
- Methods :What did you do?（具体的には何をしたのか？）
- Results :What did you find?（何がわかったのか?）
- Discussion :What do your findings mean?(あなたが見つけたことは何を意味するのか？）
- Conclusion :What have you learned from the study?(この研究を通じて得られたものは？)

もう少し詳細な情報を与えるため、表1にIMRAD型の構成要素の概略をまとめる。それぞれの項目にどのようなことを書くべきかについてのより具体的な説明は、それぞれの項目の要説に委ねる。なお、表1に挙げたことよりもより具体的な内容については、「問いと答えが繋がっていないような論文はダメな論文である」といったレベルの常識的な注意を除き、分野や文献、学者によって「どうすべきか」について解説に若干の温度差があることも念頭においておかれたい。
表1: IMRAD型の文章の構成要素とその役割
| 項目名           | 和訳             | 詳細 |
| ---------------- | ---------------- | --- |
| Title (T)        | 題名             | 通常20文字から30文字で長くても40文字程度。必要に応じてSubtitle（サブタイトル; 副題）が入る。 |
| Abstract (A)     | 要旨             | 文章全体の要約 |
| Introduction (I) | 緒言、導入       | コンテクストの確立と、問題提起、研究の位置付けを行う。 つまり、研究背景や研究目的の説明等を通じて、どのような切り口、文脈でどのような問題を論じるのかを設定する。 |
| Methods (M)      | 研究方法（手法） | 研究に用いた方法、手法、ストラテジーについて記述する。 - 実験を伴う研究では、実験方法、実験の原理、装置構成、実験手順、解析手法、実験に用いた試薬、機器などの情報を書く。 - 調査を行う研究では、調査対象の特徴（例えば「東京都の中学生」等）、標本抽出の方法（例えば、「無作為に100名抽出した」等）、調査の手法（例えば、「アンケート調査」）、「統計処理の手法」に等ついて記載する。 - 質的研究の場合には、フレームワークとなる考え方や、考察する際の着眼点について説明する。 - いずれの場合にも、必要に応じ、「考察に用いるための理論の概略」や、上記の事柄の概説（解説）も書く。 - 「実験」や「調査」を行う際には、論文の課題を、検証可能なレベルにブレイクダウンする過程、即ち「概念操作化」 (Operationalization) を行う必要があるが、その過程に関して言及しておいたほうが良い場合には、「概念操作化」の過程を記載する。 |
| Results (R)      | 結果             | 研究過程で得られたデータの叙述的な説明を行う。ここで示したデータは、「Introductionで提起した問題への答えとしての仮説」を支える根拠となるものを厳選する。 |
| Discussion (D)   | 考察             | Resultsで示したデータがどのような傾向を示しているのか、あるいは、どのような意味を持つのか、それはなぜかを、論証、モデル提示等により説明する。 - 通常は、「Introductionで提起した問題への答えとしての仮説」（通常は、Discussion・Introduntionの少なくとも片方には明示し、Conclusionには必ず記載する。仮説とはここではデータの傾向等についての見解や要点、推定要因等）を提示した上で、「Resultsで示したデータや、先行研究の結果」（根拠）と「仮説」の間を結ぶ推論過程（論拠）を記述する。必要に応じて、実験自体の妥当性も論証する。 |
| Conclusion (C)   | まとめ           | 全体を総括する。 |

IMRaD形式の文章では「広い視点から研究の位置づけをするための話題」から話が始まり、「研究そのものの概要」、「研究方法」、「研究結果」を経て、再び「研究そのものの概要」、「広く一般的に見たときの意義付け」というように話が展開される。このような、IMRaDを取る文章に特有の論理展開や話の流れは、ワイングラスモデルによって説明される。ワイングラスモデルについて、ヒラリー・グラスマン-ディールは、自著において、以下のようなことを述べている。

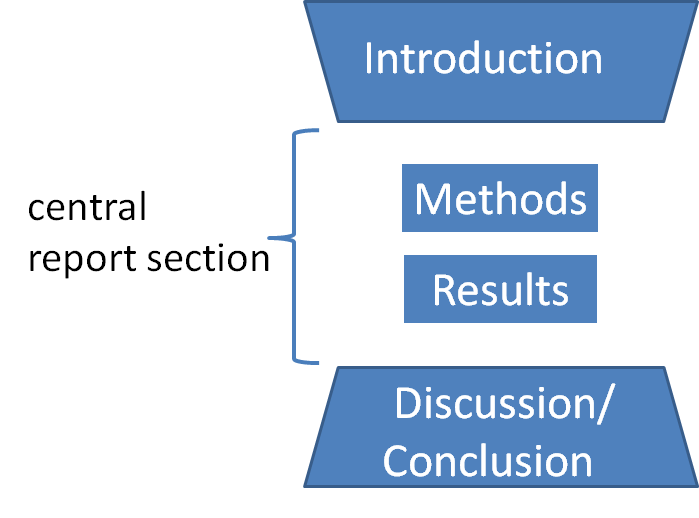
ワイングラスモデル

"図1(引用者による注：所謂ワイングラスモデルの図(本稿図1と似た図)が原典には記載されている)を見てまず気づくことは、図が上下対称な形になっているということである。これは、Introductionにおいてやらなければならないことの多くが、Discussion / Conclusion においてはその逆の順序でなされるからである。"
"もう1つ図の形について気づくべきことは、図が報告主要部に向かって徐々に狭まっていき、そのあと徐々に広がっていくということである。これにはIntroductionとDiscussion / Conclusion における情報の並べられ方が表されている。Introductionにおいては、かなり一般的なところから始めて段々と焦点を絞っていくのに対し、Discussion / Conclusion ではその逆になるということである。"
ワイングラスモデルの「上下対称形状」は、ストーリーの流れの対称性を示している。この特徴は、Introductionで紹介された話題が、形を変えて再び「Discussion/Conclusion」でも、その節に相応しい形で逆順で取り上げられることを表現している。
ワイングラスモデルのもう一つの特徴、すなわち上図の横幅の変化は、話の「一般性」の変化を示している。一般的な話になればなるほど横幅が広く表現され、専門性が高くなり、焦点が絞られてくるにつれ、横幅が狭く表現される。
科学の論文においては、（掲載されている雑誌の特段の規定がない限り）通常、論文はIMRAD型で書かれるものとして認識されているため、それを守らぬ論文は受理されない。また、査読のない雑誌や、紀要、その他口頭発表等において、読者（聴衆）はIMRAD型を想定して、読む（聴く）ため、そのような構成をとっていないと読者側に無視される可能性がある。このような話は、単なる偏見でも郷に入れば郷に従えという話でもない。そういう構成をとった方が科学的な議論をする上で便利だからである。IMRAD型で記述しているか否かが、科学的と見なされるか否かの分水嶺であるといっても言い過ぎではない。
IMRAD型は多少のバリエーションを許す。MethodとResultが合体して1つの項目になっていることやResultsとDiscussionが合体して1つの項目になっていることもある。本記事では、このような、やや変則なものもIMRAD型と考える。さらに、最近ではNatureなどの総合学術雑誌に掲載されるに論文においては、Methodを最後に廻す構成、つまりIRDAM型になっていることがよくある。Methodを最後に廻す構成については、IRDAMという呼び方もあるが、本記事では、IMRADと本質的な違いがないと考え、特に強調を要する場合を除いてこれもIMRAD型単なるバリエーションの一つと考える。
さらに、最近では、Materialを始め、詳細なデータ等のディテールを示した「Supporting Online Material」、「Supplemental Information」といったファイルを、各ジャーナルのWebサイト上に置き、購読者にオンラインで配布する方式もとられてきている。その理由は、Methodや、データを紙面の都合から省略せざるを得ないということが、捏造事件等の温床になったという反省がある。オンライン上の独立したファイルにすれば、執筆者には論文全体の論旨とのバランスを考えずに好きなだけ実験の妥当性やデータのありようについて詳細に説明する機会が与えられる。

### 見出しレベルについて
I、M、R、D、Cそれぞれが、どの見出しレベルの項目になるのかについては場合による。つまり、節であるべきなのか段落であるべきなのか、数文であるべきなのか1文であるべきなのか、あるいは文の中の数単語であるべきなのかはケースバイケースである。通常は段落レベルか、節レベルか章レベルのことが多い。ただし、各要素の見出しレベルは統一するのが原則である。つまり、通常は、字数制限などの特殊な事情がない限り、Iが段落ならば、MやRも段落とする、Iが節ならMも節とするなど、項目の見出しレベルを揃える。
それぞれの長さ（字数）については、通常はRやDが長く、Mは短い等、長さにはばらつきがある。ある程度長い論文（Full Paperや学位論文等）では、I、M、R、D、Cそれぞれを章または節として扱うのが普通である。比較的短い論文（Letter等）においては、I、M、R、D、Cそれぞれが、節として明示されるには至らないほどの数段落の集まりのことが多い。それ以下の長さの場合（論文の予稿や講演要旨等）、場合によっては、1文の中にResultとDiscussionが並存する（単語レベルになる）ようなことさえありえる。
また、それぞれの要素が結合（Result and Discussionのように）されることや省略されることがある。また、要素のうちいくつかが欠落するケースもある。例えば学会等において、「講演時に行うことは自説の解説ではなく、“自分達のデータにどういう解釈が可能なのかの議論”を行うべきだ」という立場をとる者らは、予稿にDiscussionを書かない場合もある。

### 他の「文章構成の型式」との関係
「文章構成の型式」とは、ここでは文章の中のあるまとまりを持ったひとかたまり（構成要素）を、文章の中でどういう役割を果たしているのか（機能面）から分類し、それらをどのように配列するのかを定めたルールのことである。文章構成のスタイルの名称の、例としては、IMRADのほかに、漢詩に由来する「起承転結型」や、能楽由来の「序破急型」などが知られる。
IMRAD型はビジネス文章でよく使われる「序論本論結論型（Introduction, Body, Conclusion; IBC型）」の一種や、「起承転結型」の一種と説明されることがある。「起承転結型」、「序論本論結論型」の定義は、細部においては幅広いため、この2つを別と見るか同じと見るかは評価の問題であり、人によって、考え方が異なる。
IMRAD型の構成は、序論本論結論型の構成をより詳細化したものと説明されることがある。序論本論結論型と、IMRAD型の比較例を、表2に示す。序論本論結論型それ自身の詳細は、に委ねる。
表2: 序論本論結論型の文章の構成要素とその役割
| 項目 | IMRAD   | 概要 | 詳細 |
| ---- | ------- | --- | --- |
| 序論 | I       | 背景の分析、問題提起、問題設定を行う。                                                                                             | 例えば以下のようなことを書く。 - 「これまでの研究ではこういうことが明らかになっているが、こういうことがわかっていない。そこで○○をやってみることにする。」 - 「こういう手法が開発されたので、その手法に基づいて○○を調べてみた。」 |
| 本論 | M, R, D | 序論で提起した問題の解決方法の提示、答えの提示、答えが正しいことを示す根拠の提示、答えが正しいことを示す推論過程の提示             | 例えば、以下のようなことを書く。 - 「ある対象を、ある方法で、調べたところ」 (M) - 「あるデータが得られた」 (R) - 「装置の構成は○○で、サンプルは○○であり、実験は○○のように計画され（リサーチデザイン）、具体的な実験手順はプロトコール○○に示すとおりである。」 - 「これらのデータと、従来の知見を踏まえると、あることが分かった」 (D) - 「結果Aと結果Bとの間に一見矛盾が見えるが、ある考えに立つと整合性が取れていることが判る」 (D) - 「方法の妥当性は、○○という理由から担保される」 (D or I) - 「本結果の妥当性（精度）は○○である」 (D or I) 左記の、「『序論で提起された問題の答え』を導き出すための道筋」とは、すなわち、「根拠となる事実、データ」と、「推論過程」の2つである。「推論過程」とは、ここでは「『根拠として挙げた事実、データ』から、『筆者らの“答え”』にいたるまでの道のり」のことである。 |
| 結論 | C       | 序論で提起された問題が本論においてどのように解決されたのかを手短にまとめる。場合によっては「筆者らが到達した結論そのもの」も示す。 | - ある対象を、ある方法で、調べたところあるデータが得られた (R) - 本研究の結果、○○が明らかになった。 |

その他の形式として、IMRADほどまで分化していないが、IBC型よりかは分化の進んだスタイルとして、ライティング教育の現場でよく使われるFive-paragraph essayというものもある。
逆に、単なるIMRADよりもより、細分化されたルールを持つIMRAD構造としては、APAスタイル（心理学、社会科学、看護学）、バンクーバースタイル（生命科学）、AMAスタイル（医学）等が知られ、それぞれ、独自の思想に基づいて洗練されていっている。
IMRADとは明確に異なる形式としては、法学の分野の論文において好まれるIssue, Rule, Application, and Conclusion (IRAC) といわれるスタイルや、いわゆるQCに関する分野、特に、医療の質・安全に関する分野で好まれるSQUIRE (Standards for quality improvement report excellence)などがある。
いずれの形式においても、そのような形式が定まった背景には相応の思想と相応の歴史があるため、思想や歴史を理解したうえで使いこなすことが重要である。

### IMRADの内部構造
I, M, R, Dそれぞれの項目中に書かれる記載もある程度の類型化がなされている。個々の項目にどのようなことが書かれるべきかそれ自体については、それぞれの項目説明欄に委ねるが、ひとつの見方として「ムーブといわれる、特定の特徴を持ったかたまりが、有機的に結びついてIMRAD型の文章になった」というものがある。
ムーブという概念は、言語学や文学における、分析手法のひとつのムーブ分析に関する概念である。
ムーブ分析とは、
- 特定のジャンルの文章を
- いくつかのセグメントに分解し
- 各セグメントの構成や役割を分析することにより
- 文章を分類、分析する

手法の一つである。
京都大学の田地野彰教授のグループの「京都大学学術論文コーパス」に関連した論文の構造分析に関する研究（主に大学での英語教育カリキュラムの開発に関する観点から）によると、現実の論文には、少なくとも以下の24個のムーブが存在するとのことである。
表3: 論文にみられるムーブの例
| 番号 | ムーブの名称                                       | IMRAD   | 備考 |
| ---- | -------------------------------------------------- | ------- | --- |
| 1    | 研究の背景について述べる                           | I       | |
| 2    | 関連する先行研究を概観する                         | I       | |
| 3    | 本研究を紹介する                                   | I, A    | |
| 4    | データ収集の手順などについて述べる                 | M, R    | |
| 5    | 実験手順を描写する                                 | M, R    | |
| 6    | データ分析の手順について描写する                   | M, R    | |
| 7    | 結果を提示する                                     | R       | |
| 8    | 結果について議論する                               | R       | |
| 9    | 主な結果とその意義について述べる                   | R       | |
| 10   | 具体的な結果について説明を行う                     | R, D    | |
| 11   | まとめを述べる                                     | C       | |
| 12   | テキスト（原典）を解釈・分析する                   | D, M    | |
| 13   | 著者の解釈を展開する                               | D       | |
| 14   | 評者との論争                                       | 不明    | いくつかの雑誌には“Discussion with Reviewers”という節が設けられ、レフェリーのコメントとそれへの応答のうち、特に読者にも開示する価値が高いものが抜粋されている。 |
| 15   | 採用する説明の妥当性を検証する                     | D       | |
| 16   | 比較法研究の成果を記述する                         | 不明    | |
| 17   | 実験のデザインの基礎となる理論モデルを提示する     | M, R, D | |
| 18   | 理論モデルを提示する                               | I, M, D | |
| 19   | 理論モデルの予測を検証するための手順を描写する     | M       | |
| 20   | 定義・仮定等を議論し、目的とする結果について述べる | I       | 理論の論文及び数学の論文にて見られる。 |
| 21   | 補題を提示する                                     | 不明    | 主に数学の論文において見られる。 |
| 22   | 命題を提示する                                     | 不明    | 主に数学の論文において見られる。 |
| 23   | 定理を提示する                                     | 不明    | 主に数学の論文において見られる。 |
| 24   | 理論モデルを評価する                               | D       | |

## データの解釈
科学的なプロセスにおいては、「リサーチクエスチョンをブレイクダウンして、検証可能な仮説を生成し、それを実験にブレイクダウンしてデータを得て検証する」（リサーチデザイン、概念操作化）ということがよく言われるが、「実験から得られたデータを解釈し、論点を生成したうえでさらにリサーチクエスチョンや考察にフィードバックする」という逆の流れもある。論文執筆前にこれらの両方の流れをスパイラルさせ、PDCAサイクルを回していくことで、論文や研究の価値や説得性が高まっていく。
本節では、後者の「生データ⇒解析/可視化⇒気付き/論点の抽出⇒説明/理由づけ」といった流れ(データの解釈)

に着目して解説する。
論文の論理の骨格を軸に見る見方「論理の三要素」を前節で説明し、これは一つの要であったが（形式、論理面）、
本節の内容はどのような論点でどの様なデータからどの様な知見を引き出すかの説明であり、
内容面での要となっている。
科学的な検討において、
(0)データを図表を用いて可視化し、データの傾向や特徴を指摘説明し、
(1)「気づき」や「傾向」を見つけ、指摘し
(2)メカニズムの検討（「気づき」や「傾向」を「既存の知見との比較」や「数理科学的な視点」から検討し説明）
をする考え方は、正攻法である。
現実の研究論文であれば、一般には「複数のデータから多面的に考察を組み立てる」、（仮に依存するデータが少なくても）「高度な理論によって導かれた式を使う」、「高度な統計処理手法を用いる」、「その分野に特異的な知識がなければその考察の内容自身が理解出来ない」といったことがあり（そうでなければマトモな結論を担保出来ない）が、
比較的簡単で「少数のデータ」から「特段高度な予備知識を必要とせず」、「当たり前すぎて考察になっていないということはなく」、「学問的な妥当性が検証されている」例として、女性の労働力率のM字曲線 があり、概ね以下のようなことが論述される。
(1)女性の労働力率は、20代前半までは単調増加だが、20代後半から30代前半までの間で急激に落ち込み、その後また回復するという、M字型を取る。（気づき、現象）
(2)落ち込みが生じた原因は「結婚・出産」であり、回復は「育児が落ち着いた時期」に依存する。（推定メカニズム）
図表型の小論文問題、即ち

- 与えられたデータに対し、その傾向や特徴を指摘説明させる問題や、
- 何故そのような傾向/特徴をとるのかを考察させる問題

に等において、上記のような能力が部分的/総合的に評価される。

### データの傾向や特徴を指摘説明する
「与えられたデータに対し、その傾向や特徴を指摘説明する」ということに関して、ヒラリー・グラスマン-ディールは自著（P146）において、
以下のように述べている。
この図に対するコメントを、As can be seen in the figure, the two curves are very similar (図のように、この2本の曲線は非常に似ている)と書いた場合、読者は曲線の間にある類似性に注目するので、2本の曲線は似ているように見えるだろう。しかしながら、As can be seen in the figure, the two curves are noticeably different (図のようにヽこの2本の曲線は著しく異なっている)と書いたならば、読者は曲線の間の違いに注目するので、違って見えるはずだ。結果に対するコメントは、その結果について自分がどう考えているかを伝え、読者の理解の仕方に影響を与えるのである。
「図表型の小論文問題」の解説、や、「図表に関わるライティング」のテキストには、以下のようなことに注意するよう記載がある
- その「資料」が何の資料なのかをきちんと確認/記述する。
- 縦軸・横軸がある場合は、両軸の単位をきちんと確認/記述する。特に単位が無次元となる場合（g/g (w/w), L/L(v/v)のような場合)にも、単位を簡約せずに書く。
- 図表から読取った特徴を具体的な数値を用いて文章化する。
- 増加、減少、サチュレーション、発散、最大/極大値や最小/極小値、変曲点、軸との交差等グラフの特徴に着目し、どのような変化があるのかをきちんと確認/記述する。

「右肩上がりの折れ線グラフ」→「年々上昇傾向にある」「上昇していく」「下降の一途をたどっている」
- 一つのグラフ面に複数の項目（系列）が同時に表示されている場合は、比較して相違点,、類似点を探す。
- 複数の図表の間の関連を述べる場合には、極力縦横両軸のスケールを揃える。

### 「気づき」や「傾向」の発見
本節ではデータの解釈、即ち、データの解析/可視化から、傾向の把握や定式化、理由,メカニズムの推定に至るまでの流れに着目するが、「解析/可視化」とはここでは、
- データの特徴や傾向の把握
- 異なるデータ間での比較
- 対象やサンプルの識別,区別,分類,同定
- 自分のデータと先行研究との比較

等といったことが出来るよう、必要に応じ、規画化、指標化（エンゲル係数だとかGDPだとかBMIのようなもの）をして統計図表等にまとめていくことを意味する。例えば「ある国のCMの主人公の男女比は女性のほうがやや多いのに対し、別の国だと男性が女性の5倍にのぼる」といった対照性に気が付けば、様々な意味での国民性の違いに至るであろう論点が抽出される。「何かの部品が破断するといった不具合が生じた際、同種の未破断の部品を観察すると、ある特定の箇所に多数のクラックがあり、使用年数に応じてクラックの大きさが大きくなっていったといった特徴が見いだせた」といった場合には、破断のメカニズムや対策手段に繋がり得る論点が抽出される。このように、「解析/可視化」の部分は、「気づき」の部分であり、論文の論点を充実させる上で非常に大きな意味を持つ。

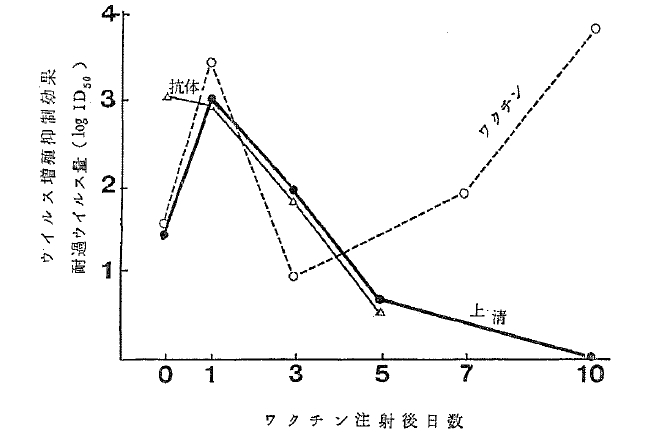
長野泰一-小島保彦の実験 (実験データの「解析/可視化」の一例として)。非常に高度な背景のある研究例だが、「実験データの解析/可視化」という視点から見ると3系列のグラフのピークの位置やピークの現れ方の違いに着目しているに過ぎない。上記のグラフを一目して即座にわかることとして、以下がある。
- (生)ワクチン（実線）の効果のピークは注射後1日目と二週後の二個ある。
- ワクチンの遠心上清の効果のピークは1日目のみである。
上記のデータの理由を考察し、長野泰一と小島保彦は遅い方のピークは通常の免疫効果と考えられるが、早期のピークは非免疫性の因子による効果と考えた（1957年）。早期のピークの因子はウイルス抗原でもなく、抗ウイルス抗体でもない事が重ねて証明された（1958年）。この因子は後にインターフェロンと言われることになる。
日本学士院による解説によると、、長野泰一・小島保彦らは、1940年代から、生体において抗ウイルス免疫が発現する正確な時期を知ろうとして精密な実験を重ねた。兎の皮膚の多数の個所にワクシニアウイルスを接種し、その同じ個所へ種々の時期にワクチンを注射し、皮膚病変の起こるのが阻止される状況を観察したとのこと。この際のワクチンは兎のワクシニアウイルス感染組織のホモジェネートに紫外線を当て、ウイルスを不活化たものであり、動物組織成分と不活性ウイルスとの混合物（生ワクチン）である。ワクシニアウイルスが選ばれた理由は比較的粒径が大きく、濾過で除去できるからとのこと。

「解析/可視化」について、類型化して例解する。尚、例には架空の研究（架空の研究と明示）が含まれる。また、出典のある研究も、類型の説明をするうえでわかりやすくなるよう、デフォルメを加えてある場合がある。
- データの顕著な特徴や傾向を指摘し、簡単な説明を与える。

「細胞や組織等の画像を撮像する」、「ある量A(説明変数)と別の量B(目的変数)の関係を評価する」、あるいはある量A(条件)を振って別の量Bの値の変化(応答)を見るといったことをすると、興味深い特徴に気づくことがある。前者の例としては、「1週間ごとに靴底の写真を撮ると、ある特定の部分が他の部分に比べ早く擦り減っていってる」、後者の例としては「この地域では100年に一度大きな地震が来ている（周期性）」だとか、「ある動物に毎日1定のカロリーのエサを与えたとき、カロリー数を1000kcalとすると最も寿命が長かった（グラフの概形、ピーク）」等がある。このように変化の傾向や特徴、周期性、グラフにした時の概形（変曲点、ピーク等）に着目することで論点や気づきが得られることがある。
[例]お茶の細菌抑制効果をA、B，C，Dの4種類のお茶で調べたところA>B>C>Dだった。A、B，C，Dは、この順に酸化処理(緑茶を酸化させると紅茶になるとかいった話)の時間が短い。従って、お茶の抗菌効果の原因物質は、酸化処理の過程で壊れるのであろう。(京都大学学生シンポジウムに学生が寄稿した論文、及びプレゼン資料  から。)
[例]吹き矢をストローを使って作ってみた。半径rのストローを同じ圧力で吹いたときのグラフを書いてみた。これから、直径と飛距離の間の関係式がかくかく云々のように推定される。（架空の研究）
[例]ある爬虫類の卵をインキュベータで温めながら孵化させたところ、インキュベータの温度がX度以上とY度以下では死滅。オス（メス）の比率の温度依存性のグラフを書いてみたところ図XXのようになった。従ってこの爬虫類では、発生時の温度に依存して性が決まるのであろう。(温度依存性決定)
[例]胞胚期のイモリの胚から、動物極を取り出して、アクチビン環境下で培養したところ、アクチビン濃度に依存して予定運命が変わることが判った 。具体的には、
-   - 低濃度では血球細胞、間充織組織に分化し、
  - 中濃度では、筋肉、神経管に、
  - 高濃度では脊索が、

というように濃度依存的に組織分化が行われることを見出した。より詳細な業績も併せ、日本学士院賞受賞理由  を参照のこと。(浅島誠の実験。（分化誘導因子の発見））
- 複数の種類（系列）からなるデータ同士を、いくつかの論点から比較し、際立った特徴や関係等を指摘する。

同じ条件/同じ尺度で複数のデータを比較してみると「2つ（以上）のデータは同じであるのか、違うのか？違うとしたら何が違うのか？」、例えば複数の系列をもつグラフを書いてみると
- - 「系列1と系列2はほぼ同じである/異なる」
  - 「系列1と系列2はほぼ同じ形をしているが、立ち上がりの位置,ピークの位置がずれている」
  - 「系列1のほうが系列2よりも急峻に変化する」
  - 「系列1が増加するにつれ、系列2が増加している」
  - 「系列1と系列2の和が系列3と概ね一致している」
  - 「系列1と系列2の比が常に一定である」
  - 「ある前提に立つと系列1＋系列2が系列3と概ね一致するはずだが実のところはそうなっていない」

のように、興味深い関係が見えてくることがある。特に比較をすることによって、はじめて関係や大小が見えてくる。
[例]細胞Aと細胞Bの遺伝子の発現パタンをヒートマップを用いて表現すると強い類似性が認められた。
[例]「各年度に生まれた女子の名前のうち、語尾が「子」である名前の子供の率」の時系列を表すグラフ（系列1）と、テレビの普及率を表すグラフ（系列2）を並べてみたら、テレビの普及率が増加時期と「語尾が「子」である名前の子供の率」の増加時期がよく一致することが分かった。これから、かくかく云々のことがわかる。(京都大学学生シンポジウムに学生が寄稿した論文から)
[例]某国おける人口(系列1)と、失業率(系列2)を重ねてみたところ、人口が増えるにつれ緩やかに失業率が増えていることが分かった。（架空の研究）
[例]某声優9人からなるユニットμ(2010年結成)のCDの売り上げ(系列1)は今のところ学習曲線(時系列)に従っている。ユニットμを構成するメンバのうち、Nさん（系列2）,Mさん(系列3；2013年ソロデビューのため2013年以前の数字はない)は、現時点で単独で、1万枚以上のCDを販売出来、Nさんはユニット結成以前の2009年から単独で1万枚以上のCDを販売出来たが、それ以外は単独名義でのCDの販売実績は皆無。ユニットμのCDの売り上げは毎回5万枚を超える。ユニットμの人気は、NさんMさんの人気だけでは説明がつかない上、メンバーそれぞれの人気の単純和でも説明がつかない。（架空の研究）
[例]ウサギに獲得免疫がまだ成立していないウイルスに対する（精製度の悪い）ワクチンを接種したの場合の、免疫応答の強さを時系列のグラフに表した（系列1）ところ、免疫応答のピークは2回ある（日本学士院賞授賞理由を記載した書面の  の第一図点線グラフの1日目と10日目を参照）。同じワクチンの遠心上澄のみを接種した場合には（系列2）、免疫応答のピークは、1日目のみであった（同出典の図1、黒の実線グラフ参照）。第二番目は、獲得免疫で、第一番目おそらく新しい種類の免疫だろう。さらに、新しい免疫の“素”（現在の言葉でいうとインターフェロン）は、液性の分画（遠心上澄）に含まれる因子なのであろう。（長野泰一-小島保彦の実験（インターフェロンの発見））
- 測定値のヒストグラムや多次元ヒストグラムから、測定対象を分類/区別する。

「優秀な人とそうでない人」のように曖昧な概念はどこかで閾値を設けて区別せねばならない。「合格と不合格」もどこかで境界を作らねばならない。このような場合、理想的には何らかの評価の得点分布を表すヒストグラムが2つのピークを持ち、その間に度数が0の階級が複数連続してあるといったようにヒストグラムが綺麗にスプリットしていれば、ある集団を2つのグループに分類することが出来る。ただ、もし「優秀な人とそうでない人」を区別しても面白くない。だから、例えば「入学試験の成績が優秀だった群とそうでなかった群が入学から年数がたつにつれどのように入れ替わっていくか」だとか、「優秀でなかった群を、特訓を加えた群とそうでない群にさらにわけ、その後どうなっていったか」、「本来均質だったハズの群が介入の相違によってどのような集団に変化するのか」といった介入の評価や追跡評価といった項目組み合わさることが多い。
[例]入学試験の上位半分をA群、下位半分をB群とした。卒業試験において上位2割の内訳を評価したところA群出身が7割、B群出身が3割であった。
[例]学生に試験1を受けさせ、激励を与えた後、試験2を受けさせたところ、得点が顕著に上がった群(A)と下がった群(C)と、どちらともいえない群(B)の3種類に分かれた。プレッシャーに対する応答には3種類の人が判った。これらの群それぞれから無作為に抽出した5名ずつそれぞれに、練習なしでスピーチをさせた場合に、読み間違いが起こった頻度は、B群が最も低く、A群とC群は同程度であった。(架空の研究)
[例]フローサイトメトリーのサイトグラムから、iPS細胞をある方法で分化誘導した際に少なくとも2種類の細胞が混ざることが判った。（架空の研究）
[例]ある病気のスクリーニング検査で、閾値をどこにすると偽陽性、偽陰性、感度、特異度を適切となるか？(よくある設定

### 考察への道
下記の4点、即ち
- データの特徴や傾向の把握
- 異なるデータの比較
- 対象やサンプルの識別,区別,分類,同定
- 自分のデータと先行研究との比較

のうち、少なくともいずれか一つから得られた気付きや論点を掘り下げることで考察が生まれる。また、上記自体は、本来Resultに書かれるべきであろうが、これから得られた気づきや論点に対する簡単なコメントをする（実験速報型）に留める場合にはDiscussionと統合してResult and Discussionという節にまとめて記載したり、あるいはResultでは、データが何であるかの言及やMethodとの関係への言及に留め、上記4点をDiscussionに回すこともあり得る。そうでない場合にも、これらが意味するところを要約して、Discussionに記載する。
気付きや論点を掘り下げる考察のやりかたとしては、
- 法則性の発見、定式化
- 理由、メカニズムの推定

に加え、例えば以下のようなものがあり得る。
- Introductionの「研究目的」で提案した仮説を、実際に考案したモデル[注釈 7]等を含め詳しく書く。
- データの解釈において普通に考えると納得のいかないだろう事柄について、なぜそうなるのか理由を説明する。
- 実験の結果、および他から引用した結果を総合したものが、正しく、「提案した仮説を立証している」ことを書く。

## 論文の読み方とIMRAD
IMRAD型という考え方（構成方法）を知っておくことで、その構成方法を取っている文章を読む、（あるいはその構成をとることが望まれる）文章を書く上で、構成要素、その役割、それらがどう配置されるべきかについての理解が可能であり、論文を読む上で、とくに論旨を追う上で有益となる。より具体的に言えば、学術論文の構成要素おのおのの役割を判断、把握する上で役に立つ。ひいては、科学的な思考を理解する上で役に立つ。
IMRAD型は、研究者が論文を読む過程での思考の流れとの相性がよい。IMRAD型を用いると研究者が欲しい情報が非常によく分かる。学術論文においてこの構成が好まれる理由はここにある。実際、この書式で書くことによって「主張」（ここでは物理量AとBの間にXXといった相関が見出せるだとか○○といった法則が見出せるといった話）と、「その根拠となる事実」、「根拠となる事実から主張に至るまでの推論過程」が非常に明確になる。また、その主張に対して、「だからどうした」という話も明確になり、どういう問題に対して寄与するのかも分かる。具体的な論文の読み方については人それぞれではあるが、研究室におけるジャーナルクラブ (en:Journal club) などを通じて口伝で教えられる読み方は、概ね上述の「三角ロジック」に相当するものを意識した上で、「どんな問題に取り組んだのか」「どういう方法でその問題に取り組んだのか」「著者はどのような解を与えたのか」などを大雑把に把握し、最後に、その解を導き出すにいたるまでの証拠を丁寧に文中から拾っていくという読み方である。

### 全体の論旨の把握
まず、論旨の把握に関しては、以下のワークシート1に記載のような「論文で取り上げる問題の問題設定とその答え」に関する情報を論文中から抽出する必要がある。これらの情報のうち多くは、アブストラクトやイントロダクション等から得られる。
| ワークシート1：論文で取り上げる問題の問題設定とその答え |
| - (1)どのような問題をどのように取り組もうとするのか ⇒ - (2)これから報告する問題がなぜ重要なのか（≒その問題への先行研究で未解決であったところ等の指摘） ⇒ - (3)これから報告する問題はどのような問題の一部なのか（≒関連した先行研究の流れの上での位置付け） ⇒ - (4)筆者らはその問題にどのような答えを与えたのか（どのように解決したのか） ⇒ |

言い換えれば上記の情報が把握できれば「最低レベルの読解」は出来ている（論旨が追えている）ことになる。この中で特に重要な情報は、意外と思われるかもしれないが、「何をつかって問題を解決するのか」「なぜそれで問題を解決できるのか」ではなく、「その論文の究極の目標は何か」と「究極の目標に近付くために、その論文ではどういう問題を解決するのか」、つまり問いの部分である。まともな論文であれば、問いの部分と解の部分がしっかり対応しているように書いてあるため、問いの部分が理解できれば結果自体は概ね予想の範囲内となるように（どんでん返しがないように）書かれている。そのため、「忙しい場合には、どういう問題に取り組んでどういう答えを得たのかだけを大雑把にでも理解すれば、とりあえず読んだことにしてもよい」と言うものもある。論旨の把握は、論文をI、M、R、Dに分解できれば機械的に出来るため、「研究方法」の講義においては、論文をI、M、R、Dに分解するワークが行われることがある。
論文の内容をもう一段掘り下げる場合には、ワークシート1で抽出された情報の肉付けになる情報として、以下のワークシート2に掲げるような「問題解決の技法」にかかわる情報を抜き出していく必要が生じる。
| ワークシート2：問題解決の技法（筆者らの与えた答えが「何故正しいのか」の分析） |
| - (1) ⇒ - (2)問題を解決するにあたって、どのような実験を行ったのか ⇒ - (3)その実験を行うことでなぜ問題が解決できるのか ⇒ - (4)実験の結果どのようなデータが得られたのか ⇒ - (5)そのデータから、どのような推論を経て筆者らの答えに辿り着いたのか ⇒ |

「論文の構造」に着目して上記の意味で「論旨を追うこと」は、英語自体の能力よりも重要である。無論（大半の論文がそうであるように）英語で書かれている論文の場合には、文レベルでの英語の読解能力が必要最低限のレベルに達していなければ論旨を追うことさえ難しいことは言うに及ばないため、そのレベルの能力は前提とされている。

### 実験結果の理解
結果の詳細な理解に関しては、実験結果に関する理解、実験方法に関する理解、考察に関する理解がある。そのうち、本節では実験結果の理解について説明する。実験結果そのものについては、比較的定型的に理解が可能な場合がある。実験結果を理解する際には、
- 実験結果、実験方法を特徴付ける主要なパラメータは何か、その値・特性は?
- 何と何の関係がどのようになっているのか?

を把握しておくことが重要である。これは、掲載されている統計図表を注意深く見るだけで、ある程度理解できるケースもある。特に物理学の論文に限定して言えば、大概の場合は「刺激と応答の関係」と「そのメカニズム」を論じているに過ぎないので、「実際に与えている刺激は、どのような物理量（力、電圧、熱等）をどのように（パルス的、長時間、周期的等）与えたものなのか」「その結果、どのような応答が現れたのか」を統計図表とそのキャプションを手掛かりに理解すれば実験内容の詳細も含め理解出来る可能性は高い。この際、重要なポイントは、実験結果、実験方法を特徴付ける主要なパラメータを定量的、網羅的に把握することである。また、科学的な論文でよく使われるグラフは、相関（時間的推移を含む）とばらつきを見るのが目的であることが多く、
- 二次元分布図（2D mapping、カラーマッピング）[39]、等高線図、及びそのラインプロファイル（断面プロファイル）[40]
- 散布図、エラーバー付き散布図及びその回帰曲線[41]
- 棒グラフ（バーチャート）

がほとんどであり、新聞、雑誌等に出てくるグラフに比べ種類が少ない。また、少なくとも円グラフはほとんど見かけない。理系分野では棒グラフは、エラーバーつきの棒グラフ（箱ひげ図）とヒストグラム以外ではほとんど見かけない。また、折れ線グラフも、散布図の特殊な例の1つに過ぎないが、時系列が固定された散布図、すなわちExcelの折れ線グラフ機能で作成されるような散布図はほとんど見られない。論文における望ましいグラフのあり方については実例付きで説明されているものがある。

### 実験方法の理解
実験方法に関しては、最低限把握したい事柄としては、
- 主要なパラメータの名称とその値（オーダー程度でも可）
- 測定精度
- 測定原理、及びその妥当性
- 実験装置の構成（模式的でも可）

などがあるが、特に装置構成や測定原理は省略されることが多い。このような場合は、別途、特許文献、装置専門誌、専門書、メーカーのカタログや、総評的な論文を参照する必要がある。
世の中にある様々な計測手法、作成プロセスの中には、原理が難しいものが多数ある。すなわち、「なぜその方法で、測定対象が測定できるのか」「なぜそのような方法で、そのようなものが作れるのか」をきちんと説明することが難しいことがある。特に後者については、論文の著者らを含め、世界中の科学者が、誰もきちんと説明できないような場合さえあり得る。
しかし、例えば測定装置の装置構成や実験手順の把握だけならば、高校物理程度の知識で理解できるものがほとんどということにも注意したい。たとえば走査型トンネル顕微鏡（コンスタントハイトモード）は、装置構成の核の部分は、鋭利に尖った針と、前記の針を試料に対して水平に走査する機構と、試料 - 探間に電圧を印加する機構と、試料 - 探針間に流れる電流を測定する機構に尽きる。いずれも、高校物理程度の知識で理解可能である。この場合でも、測定原理やデータ解釈については、そこまで簡単ではない。最低限の測定原理を理解に留めても、少なくとも量子力学の初歩的な知識は必要となる。
DNAの複製を行うPCR法も、装置構成や、実験の手順の把握といった観点からはそこまで難しくない。DNAの溶液にいくつかの試薬を加えた試験管に対し 数分間の間に50℃〜90℃程度のレンジで規則的に温度昇降させればDNAが増えていくというだけである。ただし、その原理の理解や、最適条件や、阻害要因の考察等を行うことは、少なくとも学部3年相当の分子生物学の知識が必要で、装置の設計は熱工学的に極めて難しいとされる。
装置構成や実験手順のついては、論文自体にはっきりとした記述がなくても特許文献やカタログから情報を得ることができる場合もある。特許は、装置構成については近い時期に同一著者により別途特許文献が提出されている場合があるものの（下表参照）、論文に引用されない場合が多数なので調査時には注意が必要である。そのようになる理由の一つとしては、特許には権利書としての性格があり、裁判等で不利にならないような工夫をされている部分や、過去の判例等の影響を受けた記述の仕方をとることになるため、必ずしも科学的に正しいとはいえない記述が入り込む余地があり、よほどの場合を除き、論文の世界では「信頼性の高い文献」とはみなされない傾向があることによる。
「論文の内容が分からないから参考文献をあたり、参考文献の内容も分からないからさらにそこから別の参考文献をあたる」という悪循環、あるいは「分厚い総評から始め、1冊を読み終わるのに1年以上かかりそれまで何も出来ない」ということは往々にしてある。このようなことを回避するために初心者は、指導教官もしくは先輩が良い研究結果を出している研究室等で研究をスタートさせた方が良い結果を得られやすい。

### より高度な理解
「自分の研究をよりよくするための糧」「新しい研究テーマを考える上でのヒント」「基礎知識の収集」「論証の仕方（推論の仕方）を学ぶこと」を目的とした読み方が出来るようになった後には、批判的な読み方ということを要求される。「批判」というのは思いつきレベルであっては価値がない。批判的な読み方とは、具体的には
- 「なぜこういう結論に至ったのか」
- 「他には方法がないのか」
- 「もし自分だったらどのような戦略を採用するか」
- 「次の課題は何か」

などに着眼する読み方である。

## "Title"と書誌的情報
"Title"は、この論文で論じようとする内容（ほとんどの場合が主題）を簡潔なキャッチコピーにまとめたものである。この論文が読者にとって、調べているものかどうか、興味のあるものかどうかを判断するための素材を読者に与える。
併せて、論文のヘッダー部分には、著者名や著者の連絡先等、書誌的情報も書かれる。書誌的情報の書き方は、投稿規定に大きく依存するため、各論文の投稿規定を確認のこと。

### 書誌的情報及びタイトルの記載例
以下に、架空の設定に基づく書誌的情報の記載例（タイトルを含む）を示す。主な構成要素は#1タイトル、#2著者一覧、#3所属機関#4コレスポンディングオーサとの連絡方法、#5キーワード、必要に応じ#6貢献度に関する補足が書かれ、それ以外にも論文を識別するための情報(doiやISBNコード)等様々なもの（今回は除外）が記載される。（但し所属機関についてはフットノートに書かれている場合もある。）このパートの具体的な記載法については、
分野や論文誌に大きく依存するため自身の投稿しようとする論文誌の投稿規定を詳細に確認することが望まれる。尚、今回は初心者向けのために対訳と注釈を詳細につけるため表形式で記載し、解説上の便宜のため一文一文に番号を振ったが、現実の論文において本文が表形式になっていることはなく、まして一文一文に番号が振られることもないことに注意されたい。
タイトルのつけ方（内容面）についてもいくつかの流儀がある。下記以外にもいろいろある。自身の投稿しようとしている論文誌の傾向を分析したうえで、どのようなタイトルにするか検討する必要がある。
- 「XXをXXするとXXかである/かもしれない/だった」、「XXはXXを示唆する」のように、ライトノベルのタイトルのようにやたらと文章じみてるもの。生物系の英文誌でよく見られる。和文（論文）タイトルではあまりこの形式はあまりみかけない。
- 「XXを用いたXXに関する研究 Investigation on XX by measns of XX」、「X細胞用の新しい培地 Novel serum free for X cells」のように、研究手法、研究対象、研究成果を抽象的な一文で書くパタン。

タイトルの形式面については、英語の場合は必ず最初の文字は大文字である。文の最後にピリオドや読点がないことが多いが、そうでないこともある。大文字と小文字の使い分けについては英語の場合以下の3通りのことが多い。詳細は自身の投稿しようとしている論文誌の投稿規定に従うべきである。
- （形式1）本例のように文頭と略号のみ大文字の場合や、
- （形式2）前置詞、冠詞、接続詞、（関係詞）のみ小文字というケース、
- （形式3）全部大文字のケースがある。

著者名(#2)については、英文の場合「第1著者氏名,第2著者氏名,第3著者氏名,...,and 最終著者指名」のように書く点はおおむね共通だが、英文の場合に限っても困ったことに非常に多くの流儀がある。投稿規定を確認のこと。
- ミドルネームをどう扱うか（本例の場合、第三著者の「綾瀬 Herminium みさお」氏はミドルネームHerminium を持つという設定になっている。）
- それぞれの著者名のどこまでをイニシャルにするのか (第三著者を例にすると、Misao A.H, Misao H.A, Misao. H. Ayase ...等)
- 姓と名どちらを先に書くか。(本例の第一著者を例にするとMadoka Yabusaki","M Yabusaki","M. Yabusaki", "Yabusaki. M" 等)
- 姓と名の間にピリオドやカンマを打つか。
- 何を大文字にし、何を小文字にするか。
- 指名に貴族称（例:von, de etc.）や学位（例:Ph.D etc.）、資格（例:MD etc）等をつけるか？

オーサーシップについては、今回の例では、以下のような設定で書かれている。著者の順位については一部の分野では単にABC順の場合もあるが、
通常は、記載された位置が研究への貢献度を示す。本例のように「記載された位置が研究への貢献度を示す」ような書き方の場合は、研究倫理の観点から様々な指摘が生じる場合がある 。著者の種類は概ね以下のように分類される。
- ファーストオーサー:その論文の中の実験を主に行った人。今回は、薮崎さんと飛騨さんが共に第一著者という設定になっている。
- ラストオーサー:研究全般に渡ってアドバイスを与えた人。実質的には研究室の教授等、その研究の予算を取ったり設備を揃えた人であったり、職位の高い人がなる。今回の設定では企業と大学の共同研究であり、壇地さん(企業の部長相当職という設定)、洞爺さんが(大学の教授という設定)の両方がこれにあたるという設定である。
- コレスポンディングオーサー:その研究を発案した人。その研究の内容に責任を持つ人であり、論文に関する外部からの連絡のウインドウパーソンであり、論文の著者欄に連絡先のメールアドレスが書いてある人である。准教授クラスの若手教員が担当することが多いが、ファーストオーサーやラストオーサーがなる事もある。本例では、第三著者の「綾瀬 Herminium みさお」氏がコレスポンディングオーサーであり、本例では、“†”で識別されている。コレスポンディングオーサーは、本来的には論文に関する外部からの連絡のウインドウパーソンという意味だが、「この研究の頭脳として動いた人」(責任著者)というふうに受け取る向きもある。
- その他の著者：瀬戸内さんと、竹達さんがこれにあたる。研究に相応の貢献をした人（学部、修士、博士学生、他）、研究に重要な知見を与えた人（ポスドク、他）等が著者資格を持つ。貢献度が低いとみなされた場合にはacknowledgementにお礼として描かれる。

表.書誌的情報の記載例（和文）及び英訳
| ＃ | 原文(Original text)                                                                                                 | 英訳(English translation) | 備考(Notes) |
| -- | --- | --- | --- |
| 1  | やはり血清タンパクと、グロスファクターの両方がX細胞の無血清培養には必要かもしれない                                 | Both serum proteins and growth factors may be essential for serum free X cell cultivation                                                            | X細胞は架空の細胞。タイトルのつけ方にはいろいろな流儀がある。左記の和文タイトルはライトノベルのタイトルのようで恐縮だが、特に生物系の論文の英文タイトルとしてありがちなパタン（大雑把な結論を一文で書く）をそのまま和訳するとこんな感じになることが多い。                                          |
| 2  | 薮崎 まどか*1,*, 飛騨 延珠*2,*, 瀬戸内 政実*1, 竹達 直葉*1, 綾瀬 Herminium みさお†*1,3, 壇地 美奈子*1,*2, 洞爺 満*1 | Madoka Yabusaki*1, Enjyu Hidaka*2, Masayoshi Setouchi*1, Suguha Taketatsu*1, Misao Ayase Herminium†*1,3, Minako Danchi*1,*2,*, and Michiru Touya*1,* | 左記は当然、全員架空の研究者である。著者の一覧。*1,*2のような所属を指示する記号（#3参照）や、コレスポンディングオーサーが誰であるかを指示する記号†(#4参照)のような上付きの記号に注意。詳細は、投稿予定の論文誌の投稿規定に従うこと。                                                               |
| 3  | *1東京西北大学 理学部, *2（株）星月技研工業, *3独立行政法人 科学技術振興機構 つばさ プロジェクト                    | *1 Facility of Science, Tokyo Seihoku University. *2 Hozuki Giken Co.,Ltd. *3 WING, Japan Science and Technology Agency.                             | 著者の所属機関を書く。併せて住所が書かれることも多い。当然、すべて架空の機関である。「さきがけ」等のグラント上の所属機関がさらに追加されることもある。（*3はそれを模した設定である。）尚、今回はあまり詳しいことを述べないが、特に企業の研究者が共著者に入っている場合には、利益相反に注意のこと。 |
| 4  | 連絡先† misao@xxx.com                                                                                               | Contact† misao@xxx.com | コレスポンディングオーサーの連絡先。当然だが左記は架空のメールアドレスである。 |
| 5  | キーワード：X細胞、培地組成、無血清培地、血清成分                                                                   | Keywords: X Cells, medium composition, serum-free medium, serum components.                                                                          | キーワードを数個書く。 |
| 6  | *薮崎 まどかと飛騨 延珠は、同程度にこの研究に寄与した。壇地 美奈子と洞爺 満は、同程度にこの研究に寄与した。         | *M.Y and E.H contributed equally to this work, M.D and M.T contributed equally to this work.                                                         | 薮崎さんと飛騨さんはどちらも第一著者（co-first）であることを示している。いろいろな事情があったことが察される。但し最初に名前が来た方が重要視されがちである。 |

注：本記載は、飽く迄「学術論文における書誌的情報」を例示するために記載されたものである。原文英訳共、架空の設定に基づく架空の結果である。（Abovementioned are solely intended to a illustrate how to write the hedder part of academic paper. All descriptions of both Original text(column 1) and English translation (column 1) are based on hypothetical data.)

## "Abstract"の役割と構成
この論文が読者にとって、調べているものかどうか、興味のあるものかどうかを判断するための素材を読者に与える。その意味ではタイトルと重複した役割を持つ。ただし、アブストラクトは1から数段落程度からなる文章の集まりなので、Titleよりもより詳しくなる。Abstractが単体でIMRAD構造を取っていることも多い。このようなAbstractを「構造化抄録」という。

### アブストラクトの記載例
前節に引き続き、前節と継続した内容の記載例を以下に例示する。以下の例示は架空の設定による架空の研究に基づく記載である。尚、今回は初心者向けのために対訳と注釈を詳細につけるため表形式で記載し、解説上の便宜のため一文一文に番号を振ったが、現実の論文において本文が表形式になっていることはなく、まして一文一文に番号が振られることもないことに注意されたい。
表.アブストラクトの記載例（和文）及び英訳
| ＃ | 原文(Original text) | 英訳(English translation) | 備考(Notes) |
| -- | --- | --- | --- |
| 1  | X細胞の培養のための、新しい無血清培地及び、無血清の培養手法について報告する。 | A novel serum-free cell culture medium and methods for cultivating X cells are reported. | この論文にはどのようなことが書かれているかを一言でまとめたような表現が、アブストラクトの冒頭に来ることが多い。 “X細胞”というのは、架空の細胞である。 因みに、「細胞を培養するためには、シャーレ撒かれた細胞が、培地といわれる液体の中に浸った状態でなければならない。培地の成分として、ウシ胎児血清(FBS)等の血清がなんらかの処理をされた状態で添加されている。普通は血清を添加したほうが培養が簡単なのだが、血清は汚染されていることがあるなどデメリットもある。そこで血清を使わない培地に関心がもたれている。」といった背景知識を知っておくと、以下の文章の流れが頭に入ってきやすいであろう。 |
| 2  | X細胞を無血清培地で培養する方法が徐々に開発されつつある。 | Methods of Cultivating X cells in a serum-free medium are gradually being developed. | 自分が研究している分野や対象（この場合は「X細胞に適した無血清培地を作ること」）の研究動向を簡単に述べている。「背景」に相当する。 |
| 3  | しかしながら、これまでの無低血清培地では、10%血清含有培地と比較して、長期間に渡った培養ができなかった。 | However, long-term cultivation has not been possible with the serum-free media to date in comparison with media containing 10% serum. | 「背景」で述べた研究動向において、何が問題なのかを説明している。“to date”というのは「これまでの」という意味。 [追加例文]“However, to date, lymphocytes engineered to express CARs have demonstrated minimal in vivo expansion and antitumor effects in clinical trials.(しかしながら、今日までのところ、CARを発現するように改変されたリンパ球は、臨床試験においては、最低限度のインビボでの増殖と、最低限度の抗腫瘍効果しか示せていない。)” |
| 4  | 細胞を長期間に渡って安定した条件で培養出来ることは、細胞を増殖させ大量の細胞を得るうえで重要である。 | Being able to perform long-term cultivation of cells under stable conditions is important in proliferating and gaining large numbers of cells. | 上記の問題が、何故重要なのかを説明している。 |
| 5  | 本研究では、血清中のタンパク成分(血清タンパク)の影響を研究した。さらに、どの血清タンパクがX細胞の安定した培養に必要であるかを検討した。                                                                       | In this study, we have investigated the affection of the proteins ingredients in serum (serum protein) and examines which serum protein is necessary in stable cultivation for X cells. | 研究の目的（何を明らかにするのか）を説明している。"we have investigated"はよく使う言い廻し。 |
| 6  | 結果としてX細胞培養する際には、培地中に血清タンパクM,Nを加えることが好ましいと判明した。 | As a result, we have determined that it is preferable to add serum proteins M and N into the medium when cultivating X cells. | 研究の結果得られた知見を紹介している。血清タンパクM,Nは、架空の物質。 |
| 7  | さらに、上記の血清タンパク成分に加えて、成長因子であるA,B,Cを加えることで、10%血清含有培地において培養した場合と同等又はそれ以上の速度で、X細胞をその特性を保持したまま増殖させることができることを見出した。 | Furthermore, we found that we are able to proliferate X cells while maintaining their specific characteristics at the same or greater speed as when cultivating in a medium containing 10% serum by adding growth factors A, B, and C in addition to the aforementioned serum protein ingredients. | 研究の結果得られた知見を紹介している。成長因子A,B,Cも、架空の物質。 |
| 8  | 意外にも、成長因子であるA,B,Cの好適な組成は、血清タンパクM,Nを加えない条件において好適とされていた組成とは大きく異なることが判った。                                                                          | Surprisingly, we learned that the ideal composition of growth factors A, B, and C are markedly different from the compositions thought to be ideal when serum proteins M and N are not included.                                                                                                   | 研究の結果得られた知見を紹介している。 |
| 9  | また、本方法にて培養したX細胞を軟骨に分化させることにも成功した。 | Additionally, we succeeded in differentiating X cells cultivated by this method into cartilage. | 研究の結果得られた知見を紹介している。 |

注：本記載は、飽く迄「学術論文におけるアブストラクトの書き方」を例示するために記載されたものである。原文英訳共、架空の設定に基づく架空の結果である。（Abovementioned are solely intended to a illustrate how to write abstract in academic paper. All descriptions of both Original text(column 1) and English translation (column 1) are based on hypothetical data.)
さて、さらに例解するため、上記のアブストラクトの記載例及び、後述のイントロダクションの記載例から、本記事“論文の読み方とIMRAD”の章に記載されたワークシートに掲げられた情報を分析してみよう。以下の分析自体も飽く迄例示であり、人によって答えが若干異なることも予測される。
| ワークシート1：論文で取り上げる問題の問題設定とその答え | 解説 |
| - (1)どのような問題をどのように取り組もうとするのか ⇒X細胞の培養のための、新しい無血清培地及び、無血清の培養手法を開発すること。（アブストラクト#1から) | 特になし。 |
| - (2)これから報告する問題がなぜ重要なのか（≒その問題への先行研究で未解決であったところ等の指摘） ⇒ 2-1X細胞を無血清培地で培養する方法が徐々に開発されつつあるものの(アブストラクト#2)、 2-2従来の無血清培地では、血清含有培地と比較すると性能が劣る(アブストラクト#3)。 2-3特に従来の無血清培地で長期間に渡った培養が困難(アブストラクト#3)。 2-4細胞を長期間に渡って安定した条件で培養出来ないと、自家移植治療（後述のイントロダクション#3）移植に使えるだけの大量の細胞を得ることが困難である。 ⇒[論文には書かれていない点] 2-5血清含有培地でX細胞は充分培養出来ているにも拘らず、何故敢えて無血清培地を使わなければならないのか？ | 論文には書かれていない点については、予備知識で補うよりほかにない。 |
| * (3)これから報告する問題はどのような問題の一部なのか（≒関連した先行研究の流れの上での位置付け） ⇒ 3-1:X細胞の培地中の必須の成分を同定する。 ⇒本論文の成果：血清中のタンパク質のうちM,N＋ (0)標準的な手法：[条件]培地＝（10%ウシ胎児血清（FBS）＋DMEM培地） ⇒ [結果]充分な量もとれ分化誘導もかかる。 (0')基礎培地のみ:[条件]培地＝(DMEM 他) ⇒さっぱり育たない。 (1)戸松の研究：[条件]培地＝(DMEM培地に対し＋増殖因子A,B,C) ⇒ [結果]3継代目までは、上記(0)と同程度の効果。それ以降はさっぱり。 (2)小倉らの研究：[条件]培地＝（ウシ胎児血清（FBS）を60℃で10分間処理したもの（濃度10%）＋DMEM培地）⇒[結果]上記(0')と同じぐらい成績が悪い。 (3)水瀬の研究：[条件]培地＝（ウシ胎児血清（FBS）を60℃で10分間処理したもの（濃度10%）＋DMEM培地＋）⇒[結果]上記(0')と同じぐらい成績が悪い。⇒[結果] 3-2:X細胞を軟骨や神経に分化させ、自家移植治療に用いる ⇒論文中に先行研究が具体的に紹介されていない。リザルトには分化させたまでの結果については詳細な記載がありそう。 3-3:画像処理を用いた細胞の研究 ⇒竹達らの研究を使った程度の情報しかない。 | 文脈性の解釈が入るため、人によってはどこを大事だと思うかが変わってくる可能性がある。尚、全体として、イントロダクションまでの情報では、先行研究の結果の説明は大雑把で「うまくいった、うまくいかない」ぐらいの情報しか読み取れないというのが相場である。但しリザルト、ディスカッションあるいはメソッドの項目で、自身の成果（これから本論文で述べようとされる結果）との比較ができる程度に詳述されることもある。 - 今回、"3-1"に書かれた先行研究については、全て[条件]⇒[結果]の形で書かれているため、イントロダクションを見れば大筋の流れが判る。培地の組成に関して、「戸松＋小倉＝水瀬」という文脈がきれいに形成されていて、これがこの論文のコンテクストと理解されよう。 - "3-1"の背景にあるよる深い問題意識が"3-2"という文脈については、イントロダクションまでいかないとわからないというのは若干不親切（だがよくある話）。 - "3-3"がどのくらいこの論文の結果の成立に重要なのかはイントロダクションまででは読み取れない。(単にいい装置が手に入ったからやってみたら結構うまくいったみたいな話かもしれないと疑われる。）但し、著者名まで見てみると（“書誌的情報及びタイトルの記載例”#2参照）著者のうち一名に「竹達」の名前があることから、共著者の「竹達」さんとこの画像処理システムを開発した「竹達」なる人物が同一人物との推定をすると、著者らのグループはこの画像処理システムにそれなりに関与している可能性が推定される |
| - (4)筆者らはその問題にどのような答えを与えたのか（どのように解決したのか） ⇒ 「X細胞培養する際には、培地中に血清タンパクM,Nと成長因子A,B,Cを添加した培地を用いると、無血清と同程度の効果培地性能が得られる。」("#6-#8"の記載より、) | 特になし。 |

## "Introduction"の役割と構成
Introduction（緒言、導入）では、コンテクストの確立、つまり「どのような方法で、何を、どこまで明らかにしようとするのか」といった、文章全体の見通しを立てる役割を担う。文章全体について大まかな理解を与えるという点では、アブストラクトと重複した役割を持つ。ただし、Introductionの役割の第一義は「問題提起を行う役割」や、「その問題に取り組むことの重要性を主張する役割」をもつことで、そこに最大限の重点が置かれることがアブストラクトとの決定的な違いである。人によっては「時間がない場合には「どのような問題提起を行ったのか」と「それにどのような答えが与えられたのか？」だけ読めばよい」とまで言うぐらいなので、問題提起、つまり問いを発する役割をもつこのパートは、見方によっては文章全体で最も重要な部分とも思える。
序論の構成要素とその概略について、表4にまとめる。通常は、研究背景 (Background)、研究目的 (Objective) は必ず記述され、場合によっては研究方法 (Methodology) の概略及び結果の概略、結論の概略も記述される。なお、研究背景、研究目的等、それぞれの構成要素が、Introduction全体の中でどの程度の分量であるべきかについて、一応の目安を示す。研究背景、研究目的の部分は、Introductionの項目において最も重要となる項目である。そのため、研究目的が序論全体の2/10程度、研究背景が5/10程度がよいとされる。また、研究方法の概略、結果の概略、結論の概略がそれぞれ全体の1/10程度がよいとされる。記載の順番は、下表の通りとすることが多い。
表4: Introductionの構成要素とその役割
| 項目                | 内容 |
| ------------------- | --- |
| 研究背景 (B)        | 先行研究の流れを文章全体の主題に即して概説する。具体的には、研究目的の項目において提示する問題（主題）に関連して、どのような人間がどのような研究をしていたのかをまとめる。論文では、「主題を解決する必要性」、「関連する分野の研究動向の中での当該研究の位置付け、意義」、「研究の独創的な点や特色ある点」を必ず述べる必要がある（背景、目的、考察の少なくともいずれかにおいては述べられている必要がある）ため、少なくともこれらの議論を行う上で必要な素材を全て書き出す必要がある（これらの議論自体はここで行わないことが多い）。また、必要に応じて、「考察で用いるデータ」や「実験方法の参考にした文献」を引用し、概要を述べる（後述の「研究方法の概要」で述べる場合もある）。 |
| 研究目的 (O)        | 文章全体の主題、つまり、『何を明らかにするのか』を規定する。また、何故、その問題に取り組む必要があるのかや、その問題に取り組むことの重要性を論じる。 |
| 研究方法の概略 (MI) | 研究目的において発した“問い”に、具体的にどのような手段、手法で“解”を与えるのか（実験方法、調査手法）の概略を示す。つまり、「解決方法」の指針、「解法の鍵となるキーワード」（着眼点）や「その解決方法を選択する理由」を簡潔に書く。また、その実験方法、調査手法をとったのかが分かるよう、その理由を簡潔に述べる。 |
| 結果の概略 (RI)     | 序論で提起された問題を解決するために行った実験、調査の過程で得られたデータのうち、次の「CI」を述べるのに必要なものに限って1〜2文程度で簡潔に述べる。 |
| 結論の概略 (CI)     | 序論で提起された問題が本論においてどのように解決されるのかを手短にまとめる。 |

上記、表4の「研究背景」について、補足をする。研究背景とは、先行研究のレビューと同義と思って大方の場合差し障りない研究背景を述べる理由は、自分の研究の意義付けや、自分の研究の正しさを増強するためである。具体的には以下の少なくとも1つであることが多い。引用した論文については、方法の説明の省略を他の他の文献に委ねる場合等を除き、必ず本文で、比較、考察時に、引用した論文について、言及せねばならない。
- これまでの研究の中で、自分の仮説を議論する上で、根拠を与えるあるいは比較対照となる論考やデータを持っている論文をリストする（研究対象に共通性、類似性が認められる論文、書物を探す）。
- 自分の研究を遂行する上で、手法を“パクる”対象となる論文をリストする（研究手法に共通性、類似性のある論文、書物を探す）。
- 先行研究の不足を指摘することで、自分の研究の意義付けをする（前記の少なくともいずれか）。

### イントロダクションの記載例
表.イントロダクションの記載例（和文）及び英訳
| ＃ | 原文(Original text) | 英訳(English translation) | 備考(Notes) |
| -- | --- | --- | --- |
| 1  | 無血清の条件下であっても、10%血清含有培地を用いる従来の培養方法に匹敵するようなX細胞の培養手法を見出したので報告する。 | We are reporting because we discovered a method for the serum-free cultivation of X cells. Even though this is a serum-free cultivation method, it is comparable to the conventional cultivation method, which uses a medium containing 10% serum. | 研究の成果を一言でまとめた一文が、イントロダクションの冒頭に書かれることがよくある。 |
| 2  | X細胞は、ヒトの骨髄から採取される体性幹細胞である。 | X cells are somatic stem cells that are collected from human bone marrow. | 研究対象がどんなものなのかを、由来という観点から説明している。 |
| 3  | X細胞は、軟骨や神経に分化することが知られており、自家移植治療、(患者から採取した細胞を培養後に同じ患者へと戻す治療法)において有用性が期待される。 | It is know that X cells differentiate into cartilage and nerves, and they are expected to be of use in autograph treatments (in other words, treatment in which cells are collected from a patient and then returned to the same patient after cultivation). | 研究対象がどのようなものであるかを、「どう（世の中の）役立つのか」から説明している。 |
| 4  | X細胞を無血清/低血清培地で培養する方法が、徐々に開発されつつある。 | Methods for cultivating X cells in serum-free or low-serum media are gradually being developed. | 関連する先行研究の動向を一言でまとめている。 |
| 5  | 例えば、戸松らはDMEM培地に増殖因子A,B,Cを所定の割合で加えた培地において、X細胞は、3継代目まではDMEM培地に10%ウシ胎児血清（FBS）を加えた条件とほぼ同程度の増殖速度で増殖することを見出した。                                                                            | For example, Tomatsu et.al reported that, in a DMEM medium which included the designated ratio of growth factors A, B, and C, X cells proliferated, up to the third subculture, at a growth speed roughly equal to that of conditions in which 10% fetal bovine serum (FBS) is added to the DMEM medium.                                                                              | 「戸松」は架空の学者名。“et.al”は“その他”という意味。DMENは実在する有名な基礎培地。 |
| 6  | 雨宮らは、MCDBとDMEMとを1：1の比率で混合した培地を基礎培地とすることが望ましいことを見出した。 | Amamiya et.al reported that it is preferable to use a mixed medium of equal parts MCDB and DMEM as a basal medium. | 「雨宮」も架空の学者名。#5と併せてみるとこの研究の先行研究の流れとして「戸松らの研究→雨宮らの研究」という一つの流れがあることがわかるであろう。研究というのは、「先行研究の設定条件を少しだけ変えてみて、どのような結果になるのか」という積み重ねである。 注意すべきは、「戸松」と「雨宮」の人間的な評価にならないようすべきということである。即ち、「戸松の研究の改良版が雨宮の研究」であるいう文脈性を与えるが、不注意な書き方をして「雨宮は戸松のまねをしてちょっとよくやった」、「戸松より雨宮のほうがすぐれている。」というような、先行研究の実行者に不快感を与えるような価値判断が入らないように細心の注意をすべきである |
| 7  | また小倉と石原は、10%ウシ胎児血清（FBS）を60℃で10分間処理したものをDMEM培地に加えた培地では、DMEM培地に何も加えない場合と同様、X細胞は1継代を待たず死滅することを報告した。                                                                                            | Also, Ogura and Ishihara reported that, in a DMEM medium into which 10% fetal bovine serum (FBS) treated at 60℃ for ten minutes was added, X cells died out before the first subculture, the same as in a DMEM medium to which nothing had been added | 「小倉」も「石原」も架空の研究者である。小倉は、戸松や雨宮とは異なる流れから、この問題に研究していることが判る。小倉の研究は、あまりポジティブな結果でないように見えるが、「あまりうまくいかなかった」ということが重要な意味を持つ場合には重要な論文になる場合もある。 |
| 8  | 水瀬らは、小倉らと同様の「FBSを60度で10分間処理したものを、DMEM培地に、10%の濃度となるように加えた培地」に対し、戸松らと同様の組成で増殖因子A,B,Cを添加した場合、3継代以降における増殖速度においても、戸松らや雨宮らの結果に比べ大幅な改善が見出せることを示している。 | Minase et.al indicated that, compared with the results of Tomatsu et.al and Amamiya et.al, major improvements are detectable even in growth speed from the third subculture when growth factors A, B, and C are added with the same composition as Tomatsu et.al in contrast with the same DMEM medium used by Ogura et.al in which 10% FBS treated at 60℃ for ten minutes was added. | 「水瀬」も架空の研究者である。大学や大学院入試の「考察問題」風に書けば「戸松、雨宮、小倉、水瀬の研究を比較したときにどのようなことがいえるか考察せよ」のような問題が、問題意識にあることが判る。こういった問題意識から導かれる仮説を検証するために実験が行われ、実験結果を併せて考察が組み立てられるのである。 |
| 9  | しかしながら、水瀬らの条件においても、X細胞の3継代以降における増殖速度は、加熱処理を加えない10%FBSを含む培地に比べ劣っていると言わざるを得ない。 | However, we have to say that the growth speed of X cells from the third subculture is inferior compared with a medium including 10% FBS that has not been heat treated, even under the conditions of Minase et.al. | |
| 10 | 以上の先行研究を踏まえると、特に3継代以降における増殖速度は、60度で10分間処理にて熱変性し、失活する高分子のタンパク成分の濃度に支配されることが示唆される。 | The aforementioned prior research suggests that the growth speed from the third subculture in particular is controlled by the concentration of devitalizing protein ingredients in macromolecules for which heat denaturation occurs when treating at 60℃ for ten minutes. | あまり具体的ではないが、#8の「考察問題」の簡潔な答えがここに書かれている。 |
| 11 | 一方、最近竹達らにより、培養中の細胞の状態を、無染色の状態でも画像処理にてリアルタイムにモニタリングする効率の良い培養細胞モニタリング手法が開発された。 | On the other hand, recently Taketatsu et.al developed an effective method for monitoring cultivating cells that allows real-time monitoring of cells status during cultivation through image processing even when no dye is used. | 「竹達」も架空の研究者である。自分の研究をデザインをするうえで、手法面で重要な貢献のある研究(要は手法をパクった研究)も適宜引用される。 |
| 12 | 竹達らの手法によると、培養中の細胞のコンフルエンシーとバイアビリティー（生存率）がそれぞれ何%であるかが、リアルタイムで非侵襲に測定可能である。 | Using the method of Taketatsu et.al, it is possible to measure the percentage of confluency and viability of cells during cultivation (survival rate) noninvasively in real-time. | 何故竹達の手法を採用したのかを述べている。 |
| 13 | そこで、本研究では、60度10分間処理にて熱変性し、失活する高分子のタンパク成分のうち、どの成分が必須であるかを、竹達らの培養細胞モニタリング手法にて観察することにした。                                                                                                 | Therefore, in this study, we chose to observe which of the ingredients in the devitalizing protein ingredients in macromolecules for which heat denaturation occurs when treating at 60℃ for ten minutes are essential using the cell cultivation monitoring method from Taketatsu et.al.                                                                                             | 本研究の目的を簡潔に述べている。 |
| 14 | 意外にも、主だった高分子の血清タンパク成分をヒト血清と同程度の濃度で加えたとしても、X細胞の培養は困難であった。しかしながら、血清タンパクのうち、M,Nが重要な役割を演じているようであった。                                                                             | Surprisingly, the cultivation of X cells was difficult even when adding serum protein ingredients in the main macromolecules at the same concentration level as in human serum.However, it seems that, among them, the serum protein M and N seems to play key role. | #11の答えがクリアカットでない理由の一つがここであろうと示唆されよう。筆者らは「血清成分を熱変性で壊さなければ、大量に成長因子を加えるような真似はしなくてもよいのでは」ぐらいに考えていたのであろうが（という設定なのだが）…。“主だった”というのも歯切れが悪い。多分、大それた仮説を言えるほどまでの完全な実験はできていないのだろうと示唆される。しかし、その状況であっても重要な知見があれば、論文にして、いち早く公表する価値があるのだ。 また、この論文の結果を吟味するに当たり、何を根拠に「血清タンパクのうち、M,Nが重要な役割を演じているようであった。」と考えたのかについては、注視すべきであろう。                   |
| 15 | そこで、さらに、前記のM,Nに加え、戸松らが見出した増殖因子A,B,Cも培地中に加えたところ、10%FBS(非加熱)と同程度の効果が得られた。 | Then, when we further added growth factors A, B, and C reported by Tomatsu et.al into the medium in addition to the serum protein ingredients M and N, we were able to achieve results comparable to 10% FBS (unheated) . | これが、一番の主結果である。恐らくは、「A,B,Cでも、「“主だった”と決めつけた血清成分」でもない未知の、熱に弱い成分」が、本当は重要なのだが、それがなかったとしても「A,B,Cや、“主だった”血清成分」を適切な濃度（生理濃度とは異なる）で添加すればうまくいくということが言いたいのであろう（という設定）である。 |
| 16 | しかしながら至適なM,Nの濃度は、M,Nのヒト血清中の濃度よりも2桁高かった。さらに、成功した条件、即ち高濃度のM,Nの存在下では、好適なA,B,Cの濃度は、戸松らによって示された濃度とも異なった。                                                                                | However, optimal concentration of M and N are two orders of magnitude higher than the concentration in the human blood thereof. Furthermore, on the succeeded condition that is under existence of the high concentration M and N, suitable concentration of A,B, and C are not similar to that of reported by Tomatsu, et al.                                                        | |
| 17 | さらに、上記の組成の培地にて培養したX細胞が、軟骨に分化することにも成功した。 | Additionally, we also succeeded that X cells cultivated in medium with the aforementioned composition differentiate into cartilage. | これは、「本来の目的（軟骨を作る）にも使えたよ」ということが言いたいのだろう。 |

注：上記の表に記載の文は、飽く迄「学術論文におけるイントロダクションの書き方」を例示するために記載されたものである。原文英訳共、架空の設定に基づく架空の結果である。（Abovementioned table is solely intended to a illustrate how to write Introduction in academic paper. All descriptions of both Original text(column 1) and English translation (column 1) of the abovementioned tabl are based on hypothetical data.)
◆論文の中で使われる「疑問詞節」について

さて、上述の表に記載された例において、本論文の課題（目的）を述べている文(#13)において、「疑問詞節」が用いられていることに注意されたい。論文において、課題や目的論点を明確化したい際には疑問詞節を用いた文（疑問詞から始まる名詞節が文中の主語or目的語/補語or前置詞の目的語のいずれかの位置に置かれた文）がよく出てくる。また、他の人の論文が何に取り組んだのかを一言で説明したい場合（上記の例では使っていないが）にも、疑問詞節がよくつかわれる。しかしながら、中学以来お馴染みの限られたパタン(例えば後述の例3丁寧化や、例4の“no matter how〜”のパタン)を除き、解説が充実しているとは言い難いため関連表現を補足する。
以下の例1,例2は、CDCニュースルーム(パブリックドメインに属する文書 )からの引用。
- [例1] As we learn more about Ebola, we understand how it spreads, we understand how it presents, we understand how to treat it, and we understand what can be done to prevent and control it better.(エボラについて知るにつれ、我々はこの病気がどのように広がるかや、どのようにしてこの病気を治療するかや、よりよくこの病気予防するためは何ができるかを理解した。）
- [例2(原文ママ)]These kits consist of a thermometer, health education materials, information about how to contact the local health department or health care providers, a card to show if they become ill, and seek care.（これらのキットは温度計、健康に関する教育資料、どのようにすれば地域の健康管理部門や医療機関に連絡できるかを示した情報、病気になったときに、病気になったことと治療を求めていることを示すためのカードが含まれている。）

このような場合、疑問詞節の内部構造自体が平叙文の語順となっていることに注意。論文においても、質疑においても疑問詞節を用いた文の殆どは平叙文([例1]も[例2]も平叙文)である。疑問詞説が疑問文になる場合については、中学以来[例3]のようなパタンをよく見たと思うが、疑問詞節内は疑問文の語順（Where is the bank?）とは異なっていることに注意。
- [例3(論文では使わない)]Can you tell me where the bank is ?（郵便局がどこにあるか教えてください  問3参照）
- [例4(論文ではあまり使われない)]No matter how hard you try to protect others, there's no gratitude.（どんなにあなたが他の人を守るために一生懸命頑張ったとして、何の感謝の気持ちも得られません。/英文は  より引用）

以下のような、「疑問詞＋不定詞句」のパタンは、「疑問詞“節”を用いた文」ではないが併せて理解しておくとよいであろう。
- [例5]The problem is when to start a treatment.（いつ治療を開始するかが問題だ。/参考 ）

また、他の類例として、（whetherは厳密には疑問詞ではいため以下の[例5-7]は疑問詞節ではないが、）whetherに導かれる名詞句や名詞節が文中の主語or目的語or補語or前置詞の目的語のいずれかの位置に置かれた文もアカデミック英語にはよく出てくることにも注意のこと。中学以来例7（アカデミック英語ではよくつかわれるとは言い難い）のパタン（「〜かどうかは私にはどうでもよい」）はなじみがあると思うが、それ以外は解説が充実しているとは言い難いため補足する。
- [例6]Activity of protein kinase RIPK3 determines whether cells die by necroptosis or apoptosis.(タンパク質リン酸化酵素であるRIPK3は、ネクローシスで細胞死に至るか、アポトーシスで細胞死に至るかを決める。/英文は  より引用)
- [例7]Besides, an air conditioner for a vehicle that detects a malfunction caused by characteristic deterioration of a humidity sensor depending upon whether or not a humidity detection signal is varied in a state where the humidity in the vehicle is varied (as, for example, immediately after starting a dehumidifying operation) has been disclosed.加えて、車両内の湿度を変化させた際（例えば、すぐに除湿運転を開始した後等）に、湿度検出信号の状態に変化が生じるか否かを用いて湿度センサの特性劣化に起因する故障を検出する車載エアコンが開示されている。/英文は  より引用)
- [例8(論文では使わない)]It makes no difference to me whether he comes or not.(彼が来ても来なくてもどうでもよい)

## "Method"の役割と構成
本項目では研究に用いた方法、手法について記述する。実験材料を必須とする理系の実験分野でがMaterials and Methodsあるいは俗に“マテメソ”とも言う。
実験を伴う研究では、実験方法、実験の原理、装置構成、実験手順、解析手法、実験に用いた試薬、機器などの情報を書く。調査を行う研究では、調査対象の特徴（例えば「東京都の中学生」等）、標本抽出の方法（例えば、「無作為に100名抽出した」等）、調査の手法（例えば、「アンケート調査」）、「統計処理の手法」等について記載する。質的研究の場合には、フレームワークとなる考え方や、考察する際の着眼点について説明する。いずれの場合にも、必要に応じ、「考察に用いるための理論の概略」や、上記の事柄の概説（解説）も書く。
「Introduction内の研究方法の概略 (MI)」では、「問題解決の着眼点、戦略を示すこと」や「その方法を選択した理由を述べること」が目的であったが、この項目では、具体的な実験方法等を述べることにより、序論で示した戦略を、戦術レベルにブレイクダウンする
（人文系でよく言われる言葉として、概念の操作化をというものがあるが、これに相当する作業をここでおこなう）。この項目の役割は、実験方法の妥当性などを主張するために必要な材料を提供し、他の研究者が、実験を実際に再現する、あるいは頭の中で実験方法を再現 / イメージするために必要な情報を与えることである。

### 実験を用いた論文において"Method"に記載されるべき事柄
この項目に記載すべきことは、
- 実験に用いた装置の構成
- 測定原理（なぜ自分達が用いた装置の構成で測りたいものが測れるのか）
- 実験手順（実験の大まかな流れ、装置の操作手順、試薬の配合手順等）
- 測定条件
- データの解析方法

などである。また、必要に応じて、考察の展開に必要な理論的な準備を記載する。理論的な準備のために、Theoryという項目を別途用意する場合がある。項目"Theory"を用意する場合は、通常は、Methodの前に置く。「Introduction内の研究方法の概略 (MI)」を省略した場合には、場合によっては「問題解決の着眼点を示すこと」や「その方法を選択した理由を述べること」もここで行う必要がある。
必要に応じ、予備知識の補足を与える場合もある。予備知識の補足を行う場合には、説明するべき概念の、
- 定義 / 特徴付け: （例: 「1Nとは1kgの質量を持つ物体に{\displaystyle 1m/{s}^{2}}の加速度を生じさせる力」のことである）
- 起源: （例: 電場の起源は空間上に電荷が存在することである）
- 他との関係: （例: 電荷は電場を生み、電流は回転する磁場を生み、電場の時間変化も回転する磁場を生む）
- 定義の妥当性 / 存在証明の概要:
- 大まかな見通し / オーダー、スケール直観的な理解を助けるための小話: （人体の中の電子が陽子より1パーセント多いとすると地球全体の重さを持ち上げるくらい強い力が生じる（by ファインマン））
- 例

等を説明することが考えられる。予備知識に関する情報を与える場合には、研究目的、研究方法、読者層を意識して何を書くかを検討する必要がある。つまり、どこまでを自明としてよいかは、論文の内容に強く依存する。論文の作法の常識に立つと、このような研究背景で先行研究内での磁場の定義をまとめた上で、ResultやDiscussionでどのような立場に立つのがよいのかをしっかりと述べる必要がある。
理論的な予備検討や、解析に用いる手法の道具立て等を目的として、Theoryなどといった項目を置く場合がある。数式を利用すると、言葉では説明しにくい、誤解を招くことがある事柄を明確に記述でき、込み入った説明を行う場合には分かりやすい記述ができる。一方で、「見た目」がいかつくなり、一般向けの書物では「数式が1つ増えるごとに読者が半減する」といわれる。また、特にショートレターでは式変形等の過程をあまり詳しく書かない傾向があるが、式変形等の過程に飛躍が多いと、数式を使うメリットが半減する。

### "Method"の役割
「測れるもののみが科学の対象」といわれるように、実験方法そのもの、即ちどうやって測ったのかは論文の命である。実験方法の正しさは、正しい測定原理と、それを実現する適切な装置構成、適切な実験手順、適切な条件設定、適切な精度評価に支えられる。測定原理の妥当性や、装置構成の妥当性、精度の評価はそれぞれの学問における最も本質的な議題の1つである。この中で、特に測定原理の妥当性は最も重要である。測定原理の妥当性は、直接測定（例えば自分の身長を直接身長計で測る場合）の場合にはあまりその重要性が意識されないが、間接測定（例えば三角測量で山の高さを測る場合）には、その妥当性（本当にその方法で山の高さが測れるのか）が極めて重要になる。また、「何を明らかにするために何をするのか」という研究者が意識すべき重要な事柄にも密接に関係する。
「Method」の本分は、「誰にでも分かる実験マニュアル」を公開することではなく、測定原理、装置構成、精度の妥当性について論証するための資料を提示することである（論証そのものは、考察に廻すことのほうが一般的である）。すなわち、第一義に重要なことは得られたデータに「種も仕掛けもない」ということを示すことにある。したがって、「種も仕掛けもないこと」が明らかな場合、言い換えれば実験方法としてはあまり目新しいものではない、あるいは既に他の文献で充分詳しく説明されている事柄の場合には、必要な文献を引いた上で簡素にまとめるにとどめてよい。何でも開け広げにすればよいというものではない。そのようなことをした場合には、かえって逆に何が本質なのかが分からなくなってしまう恐れもある。重要なことはあくまで、実験方法を開示することによって、実験結果の妥当性などを主張することである。
無論、だれもが「種も仕掛けもない」と信じていたとしても、実は後になって「アーチファクト」であることが分かる場合もある。そういった場合にもこの項目をきちんと書いておくことで、「Aという実験をすればBというデータが得られる」という事実だけは残るという点で、無用な混乱が避けられる、あるいは「アーチファクトの詳細」という別の意味では重要な知見を得るうえで役に立つ結果が得られる。

### "Method"と図表
Methodの項目では、図表として、
- 実験に用いた器材、試薬等のリストを示す表
- 装置構成を示した図面、装置の写真、設定条件等を一覧にした表
- 実験手順などを図解した図
- ソフトウェアのアルゴリズムや、実験手順等を示すためのフローチャートやステートマシン図[注釈 12]

等が、記載されることが多い。
実験手順などを図解した図、即ち俗にいうポンチ絵は、このパートにおいて、きわめて重要であるため若干補足する。まず、通常、このような図面は、模式的であることが多く、構造や構成の特徴が顕著にわかるように記載するのが望ましい。また、寸法そのものが重要な場合には、機械図面の一般的なルールに従った記述がなされる場合もある。また、模式的な図面であっても、機構系の論文で特に、構造が重要な場合には、機械図面の基本的な知識、例えば、第三角法やハッチング等の知識を仮定している場合がある。
しかし、テクニカルイラスト、特に模式的な構造、構成説明用の図面の書き方そのものについて記載した文献は少ない。類似の目的の文献としては、まずは、機械図面に関する文献であり、第三角法やハッチング等については、示唆するものが大きい。一方、模式化、簡略化という観点からは、意識の違いが存在する。模式化、簡略化という観点からは、俗にいう「パース」といわれる分野の文献にいくつかの記載がある。その他には、テクニカルイラスト作成によく用いられるソフトウェアのマニュアルから、作成方法そのものを見るといった方法も考えられる。テクニカルイラスト作成によく用いられるソフトウェアとしては、パワーポイント等のオートシェイプは比較的ポピュラーである。オートシェイプでは、俗に「黄色いハンドル」といわれるもの（「調整ハンドル」）を操作することで、比較的複雑なテクニカルイラストを作成できるが、国際誌に投稿される論文においては、Illustratorや、場合によっては3D-CADを用いた図面が用いられることもある。

### "Method"の分量
概して、測定原理、装置構成、精度の妥当性の評価を行うことを目的とした論文以外の論文では、博士論文等のような大著の論文を除き装置構成そのものの説明、実験手順の説明およびその妥当性や装置構成の詳細、測定原理の妥当性については、軽く触れるにとどめるのが普通である。酷い場合は、1行程度の簡単な記述しかない場合もある。
このようになった原因の1つには、知的財産権に関する戦略や、二重投稿と解釈されることへの懸念などがある。論文に実験方法を詳しく書いた場合で、既に実験方法の妥当性を示すために提出した論文（理論や装置に関する論文）や、特許が存在した場合には、二重投稿と処断される可能性がある。また、論文に実験装置の構成について詳しく書きすぎると、実験の成功に関して必須でない部分に関しても装置構成に関する新規性が喪失されることになる場合があるなど、特許との兼ね合いの問題もある（詳細は次節で述べる）。最近では論文と特許は類似性の高いものを同一著者が同時期に提出したとしても二重投稿とはカウントせず、現実的な対応がとられるようになりつつある。
また、最近では、Methodやデータの省略が捏造の温床となったという反省から、電子版の論文には、本文とは別ファイルでSupporting Materialや、Supplemental Information等といった補足資料をオンライン上に公開し、実験方法や、実験結果の詳細を説明するケースも増えてきている。

### Methodsの記載例
Methodsの記載例を以下に例示する。

#### 「情報の参照先を示す」表現
本パートでは「follow」、「above」、「below」、「abovementioned」、「aforementioned」、「are described」、「are as described」 のような「情報の参照先を示す」表現が多用される。
- "XX are as follows. XXは以下の通りである。"
- "Following are XX. 以下はXXである。",（参考 ）
- "XX are listed below. XXは以下の箇条書きの通りである。"
- "XX are as described in YY. XXはYYに述べる通りである。"
- "XX are as described above/below XXは、前述/後述の通りである。"
- "Details of a concurrent control cohort are outlined in Table S3 in the Supplementary Appendix, available with the full text of this article at NEJM.org. 同時対照コホートの詳細は、NEJM.orgにおいて本論文の前文と共に提供される補足資料の表S3で概説されている。", (英文は  より引用)

#### 実験デザインについての記述
科学的な実験においては、実験のデザインが重要である。
すなわち、必要に応じ以下のような情報が提示される必要がある。
- どのような測定手段を用いて
- どのように測定対象をグループ分けし、

それぞれのグループにおいて、
- どのような設定/測定条件において（実験条件の振り方、刻み方を含む）
- どのような順番で
- どのような数サンプル数だけ測定し、

得られた結果を
- どのような手段で可視化/比較/統計的に解析するか

そのような場合の記述例を以下に挙げる（本例は架空の研究に基づく）。なおここでは解説のために、表形式にして、文に番号を振っているが、現実の論文において本文が表形式になっているわけではない。

##### 例1：グループ間の差の検定の例
-   - サンプル：「無作為に抽出された50代以上の男性100人を」
  - グループ分け：「酒を1日に500 mL以上飲む群と、それ以外にグループ分けし」
  - 比較するデータ：「体重を比較し」
  - 検定量：「2集団の平均値に差がないという帰無仮説を」
  - 検定方法:「t検定によって検定した」

##### 例2：1因子実験の例
-   - サンプル：文献1に記載のレシピ（タマゴ焼き）について、
  - 制御因子：卵2個あたりの砂糖の量(g)を
  - 条件の振り方(水準の設定)：10g - 20g の間で2g刻みで振り
  - 比較するデータ:100人の被験者に無作為に配布し、味をとてもまずい(1)〜とてもおいしい(5)の5段階で評価してもらい。
  - 統計処理：それぞれの条件に対し被験者がつけた評点の平均値と、ばらつきを評価する。

#### 実験プロトコールの記述
以下は、架空の研究について、Methods部分に実験プロトコールを記載した例である（例は架空の研究の架空の結果である）。なお、ここでは解説のために、表形式にして、文に番号を振っているが、現実の論文において本文が表形式になっているわけではない。
| ＃    | 原文(Original text) | 英訳(English translation) | 備考(Notes) |
| ----- | --- | --- | ----------- |
| 1     | ◆X細胞の継代作業 | ◆Sub-culturing of X cells |             |
| 2     | ディッシュ(本節ではディッシュAと称す)内の細胞がある程度増えたら、継代作業を実施する。 | After the cells, in dish (dish A in this chapter), increase to certain level, it should be sub-cultured. |             |
| 3     | 継代作業とは、ディッシュ(ディッシュA)内の細胞を回収し、一部を別のディッシュ(本節ではディッシュBと称す)に移し替える(播種する)作業のことである。                                                     | Cell passaging is a process that harvests cells from dish (dish A) and trans locates (seeding) a part of it to another dish (dish B in this chapter).                                                                            |             |
| 4     | 継代作業を実施するタイミングは、ディッシュA内の細胞密度が概ね90%コンフルエントになったタイミングであり、そのタイミングとは、元のディッシュA (ディッシュA)に細胞を播種した時点から概ね3日後である。 | Cell should be passaged when the density of the cell, inside the dish A, is 90% confluent. Cell should be passaged 3 days after seeded in dish A (dish A).                                                                       |             |
| 5     | 継代作業の詳細な手順は、概ね以下のとおりである。 | Detailed procedure of cell passaging, in general, is as follows: |             |
| 6     | 工程1.培地除去:CO2インキュベータからディッシュAを取出したのち、ディッシュAから培地を除去する。 | Procedure 1. Medium removal:Take out dish A from CO2 incubator and remove medium from it. |             |
| 7     | 工程2.洗浄:続いて、洗浄液をディッシュAに注ぐ操作と除去する操作を数回繰り返すことで、細胞を洗浄する。                                                                                               | Procedure 2. Washing: Wash the cell by repetitive action of pouring and removing cleaning liquid in the dish A. |             |
| 8     | 洗浄完了時点ではディッシュAから洗浄液が除去されている(ディッシュA内には洗浄液が無い状態)となる。                                                                                                   | At the completion of cell washing, washing solution should be removed from dish A, completely (No cleaning liquid in dish A). |             |
| 9     | 工程3.酵素処理:細胞を、ディッシュ底面から剥離させるために、細胞接着を切断する酵素をディッシュAに分注する。                                                                                         | Procedure 3. Enzyme Treatment:Dispense the enzyme that separates cell adhesion, in dish A. It will detach cell from bottom of the dish.                                                                                          |             |
| 9-15  | (中略) | (中略) |             |
| 16    | 工程8.ディッシュBの準備:新しいディッシュ(ディッシュB)に、あらかじめ新鮮な培地を分注しておく。 | Procedure 8. Preparation of dish B: Dispense fresh medium in new dish (dish B) in advance. |             |
| 17    | 培地の分注量は、液面の高さがディッシュの高さの1/3程度となるような量とする。 | The amount of medium, to be dispensed, should be one third of the height of the dish. |             |
| 18    | 工程9.播種: 続いて、ディッシュBから電動ピペッターを用いて吸引した培地の一部(約5mL相当)を、工程7の遠心管に分注し、上記のペレット状の塊をほぐすようにピペッティングをする。                          | Procedure 9. Seeding: Dispense a part of medium (approx.5ml), which is absorbed by using electric Pipetter, into centrifugal tube (mentioned in procedure 7). And pipette to loosen above mentioned cells in pellet-shaped mass. |             |
| 19    | その結果得られた液体成分を、再びディッシュBに戻す。この作業を、ペレットが消失するまで繰り返えす。                                                                                                  | Return the resulting fluid to dish B. Repeat the process till the dissipation of pellet. |             |
| 20    | 注意事項1：工程2の培地吸引の工程においては、以下のことに注意すること。 | Precaution 1: Note the following, in the process of absorption of medium in procedure 2. |             |
| 21    | 図1のように、ディッシュを左手（利き手の反対の手）で持ち、アスピレータを用いて培地を吸引する。 | Hold the dish in left hand as in figure 1 (another than dominant hand) and absorb the medium by aspirator. |             |
| 22-28 | (後略) | (後略) |             |

## "Result"の役割と構成
Resultには、論文にて議論されるデータを記す。データは、整理され、さらに可視化された状態で記される。通常、データは、表やグラフの形でまとめられる。また、データに関する事実（どのような条件で得られたのか、何と何との関係を示すデータなのか等）を記す。さらに、簡単な説明（データの特徴や、注目すべき点等）を記すことがある（データの説明は、どこまでが結果で、どこまでが考察なのかに、グレーゾーンが存在する。）。
先に説明した、「論文全体の三角ロジック」においては、「根拠」に相当することを記載する。具体的には、実験、調査の過程で得られたデータのなかから、この論文の主題に鑑み重要であるものを、Discussionパートにおける議論を組み立てる上で過不足なく抜粋して掲載する。実験データに加えた統計処理や、統計図表中の記号等の説明も、必要に応じて行う。
実験結果の記載方法は、いくつかの類型化が可能であるが、書き方のスタイルによらず、図表に示したデータに関して、「このデータは何を測定したものなのか」、つまり「どのような装置をどのように操作すればよってどのようなことが起きたのか」、「何を測定したらどんな値が得られたのか」が分かるよう、「実験操作と、実験データの関係を、客観的な文章で説明すること」、必要に応じて、実験データの顕著な特徴等も説明しておくことが望ましい。
また、Discussionパートでは、後述のように（cf. "Discussion"の役割と構成)論点をいくつか挙げた上で、それに基づいてデータを比較、分析する。したがって、データの挙げ方はDiscussionパートにおける論点との対応が明瞭になるように挙げなければならない。つまり、掲載するデータは、「Discussonで議論するために必要な素材」を全て含んでいなければならない。逆にいえば論旨に無関係なデータは、読み手を混乱させるので、本文には掲載しない方がよい（スタイルに規定がない場合には附録に付けるのは良い）。
この章は、実験方法と実験データの対応を付けるという意味では、先述のMethodとの境界に不明瞭な箇所があり、現実には、MethodとResultは結合されることがある。さらに、後述のDiscussionとも結合されることがある。

### Resultの構成
以下、この項目の構成について典型例を三種類述べる。

#### 論理的な順番で記載（最も推奨されることが多い）
最もよく使われる形態は、「論理的な順番で記載」する手法である。このスタイルでは「実際に実験を行った順番」は完全に無視し、次章の考察を説明する上で、読者が分かりやすいように説明する。通常、実験データの説明に関しては実際に実験を行った順番（時系列）を重視する必要は、一般にはない。「Aを調べた後Bを調べた」というのと「Bを調べた後Aを調べた」というのでは、時系列としては異なるが、Aの測定（調査）後にBを測定するのと、Bの測定後にAを測定するのとで、実験結果に差異が認められない場合には、分かりやすい順番で記載した方が良いとされる。例えば、「全国の小学生のここ10年間の身長の変化」と、「鹿児島県の小学生のここ10年間の身長の変化」は、実際にはどちらを先に調べたとしても、相互の結果に影響しないので、論旨に応じて「鹿児島について調べた後全国を調べた」、あるいは、「全国について調べた後、鹿児島について調べた」としても問題がない。
「鹿児島を調べていたら、特徴的な傾向が見られたので、全国と比較した」という論旨なら、実際に調べた順番において「全国の小学生の身長」が先であったとしても「図1に鹿児島県の小学生のここ10年間の身長の変化を示す。赤色の点はそれぞれの年の小学一年生の身長の平均値…（中略）図2に全国の小学生のここ10年間の身長の変化を示す。（以下略）」のように、記載するしてよい。
なお、よほど調べた順番が重要な場合を除き、どの順番でデータを取ったかは論文には書かないのが普通である（混乱させるだけなので）。
このようなスタイルで、実験結果を記載する場合には、考察と結果の章が結合されることもある。

#### 実験方法との対応を重視して記載
多数の実験を行っている場合には、どのデータがどの実験の結果なのかを読者が把握しきれなくなる可能性があるため、Methodとの対応を重視する場合がある。総じて規模の大きな研究論文でこのような記載が行われることが多い。
このスタイルでは、「どのような装置をどのように操作すればよってどのようなことが起きたのか」を重視して記載する。そのためMethodと結合されることが多い。

#### 時系列で記載
Aを測定したあとBを測定したのと、Bを測定した後Aを測定したのとによって結果が異なる場合には、（例えば、校正データの開示など）「何々をした後何々をして」というように、実際の実験を行った順番通りに実験結果を記載する場合もある。
考察や、実験手順との対応を重視した結果、結果的に時系列での記載となってしまう場合も無論あるが、（そうした方が分かりやすい場合もある）総じて幼稚に見えるので、あまり推奨されない。

### 図表とResult
Resultで掲載するデータは、グラフの形で表現することが多い。科学的な論文でよく使われるグラフは、物理量の相関（時間的推移を含む）と、測定値のばらつきを見るのが目的であることが多く、
- 二次元分布図（2D mapping、カラーマッピング）、等高線図、およびそのラインプロファイル（断面プロファイル）
- 散布図、エラーバー付き散布図及びその回帰曲線
- ヒストグラム

が用いられることが多い。
統計図表のありかたについては、「論文の読み方とIMRAD」の項で既に言及しているため、以降論文おいて、望ましいグラフのありかたについては、例えばやに実例付きで説明されている。
比較的新しい書物では、グラフ、図表の多用を推奨している場合が多い。実際、データがたくさんあった方が根拠の信頼性は増す。一方、古い文献では、図表の多様を推奨しない記述がなされている。この背景には、図表を組版する際の出版社側の負担の大きさが挙げられている。組版の負担は、現在では、そのようなことは問題にならないが、90年代前半までは深刻な問題であった。実際、90年代前半までは二次元分布図や等高線図は手書きのことすらあった。最近ではパソコンの進展により、コンピュータで作られるのが普通で、原著論文にも頻繁にカラフルな2D mappingが掲載されている。しかし、ソフトウェアの効果は限定的で、Origin等の一部のソフトでは最近では、データをX、Y、Z型のまま直接等高線グラフにできるようになっているが、Excel等では、現状は、毎回データをマトリックス型に変換する必要があり、階調の付け方にも制限がある。また、ラインプロファイルを入れることも難しい。

### データの処理について
論文に掲載されるデータは、必ずしも生データである必要はなく、適切な処理が施されたものがほとんどである。例えば、「ここ何十年の小学生の身長の変化について」というテーマを考える場合には、生データには何十年にわたって蓄積された膨大な数の小学生一人一人の「測定日、測定者、氏名、年齢、学年、所属する学校、性別、身長、その他の身体的特徴（体重、胸囲等）」のデータが下敷きになければならない（仮になければ捏造であり、ほとんどの場合において科学における不正行為である）。しかし、その全部を開示したとしたら読むものはウンザリするだろうが、それ以前に個人情報の漏洩である。また、このようなケースにおいては余程信じがたい結果が得られた場合を除き、生のデータを開示しなければ論文の内容自体を認めないというものもいないだろう。さらに言えば、「ここ何十年の小学生の身長の変化について」を論じるものが自分でその生データ全てに目を通している（データの取得、処理の過程全てに主体的にかかわっている）必要性もないだろう。「ここ何十年の小学生の身長の変化について」というテーマに照らして必要な統計処理が施された二次的なデータがあれば充分である（妥当性は出典の明記をもってかえられる）。
別の例としては、「周期ノイズ」などのように明らかにノイズと分かるようなものをフィルターでカットするケースがある。意図的にフィルターをかけなかったとしても、（例えばMP3のように）装置の特性から特定の周波数成分がカットオフされるなどのことは多々ある。それらのカットオフは必ずしも問題とならず、問題にならない場合には一々そういうカットオフがなされていることを書かないことがほとんどである（言い換えれば、カットオフのない計測機器など世の中に存在しない）。
そのほかにキャリブレーションの問題がある。通常の計測機器は、キャリブレーションが必要である。例えば、液柱温度計における一次情報は、厳密には温度そのものではなく液柱の高さであるが、「水の沸点の温度」（標準の専門家が世界最高レベルの精度を競うようなケースを除く）を調べるときに誰もそこまで開示しろとは言うまい。特にことわりもなく「キャリブレーション後」のデータを掲載すればよい。もちろん、キャリブレーション方法や統計処理などの方法の妥当性が自明でない場合には、Methodの欄で明確にその手法を述べておく必要はある。学生実験のレベルでは、キャリブレーションは考察に該当する場合もある。
また、小数点の切り上げや、単位の表記などについて、いろいろな約束事が存在する。これらについては、第一義には投稿規定に従い、投稿規定に明記がない場合には、国際規格に従うべきだが、国際規格内でもいくつかの混乱が見られるため、例えば単位の換算や、上本等に解説をゆだねる。また、曲線回帰等、「考察」的な要素の多いものについては、"Discussion"の役割と構成にて後述する。

## "Discussion"の役割と構成
"Discussion"では、概してResultsで示したデータがどのような傾向を示しているのか、あるいはどのような意味を持つのか、それはなぜかをといったことを説明する。
IMRaD形式の論文における“Discussion”という用語の和訳は、（議論ではなく）考察である。国語辞典であるデジタル大辞泉によると、「考察」とは「物事を明らかにするために、よく調べて考えをめぐらすこと」と記載されている。ゴウビルド英英辞典には“Discussion”の定義として
“the examination or consideration of a matter in speech or writing”
と記されている 。
George M. Hallらの記した文献には、
Discussionのパートには以下のことが記されるべきと書かれている。
- 研究結果の要点:この研究の結果得られた主要な知見とその意義を記載する。
- Methodの評価:研究手法の長所・短所、妥当性について率直にコメントする。
- 先行研究との比較:自身の研究と先行研究で得られた知見の類似性・相違点、あるいは先行研究と統合することで得られる知見について言及する。
- 理論的・応用的含意:今後の理論的研究や応用にとってどのような意味があるかを述べる。
- 今後の発展:研究で明らかにできなかった点等、今後この分野でどのような研究が求められるか自分の考えを書く。

また、ある者は、以下のような類型化をした解説をしており、
◆検証型の考察
1 結果を再確認する
2 結果を解釈する
3 結果と仮説との関係を示す
4 原因を推測する
5 予想と異なる結果について述べる
◆論証型の考察
1.中心的な問題や考察の視点を示す
2.ある前提・条件・仮定のもとに議論する
3.問いを立てて考察をすすめる
4.比較して論を展開する
5.対比させて論を展開する
6.原因・結果を述べる
7.根拠に基いて判断や主張を述べる
8.問題点や反論を受け止めたうえで主張を述べる
9.これまでの考察の要点を整理する
さらに、結果や結論のパートの記載と対比している。
◆結果（Results）;
1 図表でデータを掲示する
2 データの傾向を述べる
3 データの相違を述べる
4 変化の有無、傾向を指摘する
5 判明した事項を述べる
◆結論Conclusion
1.研究行動を振り返る
2.研究結果をまとめる
3.研究結果から結論を提示する
4.研究結果を評価する
英文校閲業者エナゴ社のブログによると
には、
◆「考察」とは、「研究結果」で著した事実の解釈を論じ、「序論」で提示した問題点に答えるだけでなく、それが研究対象項目の理:解に、今後どう影響するかを考える場所でなくれはならない。そのためには、「考察」で語られる視点が、「序論」で仮説を立てた視点から、もっと先へ移行していなければならない。
◆考察では結果を主要な再論すべきであるが、詳細な説明に焦点をあてるのは誤りで、「Aの値の急激な減少は・・・を意味する」のようにデータの意義に焦点をあてた書き方にすべきである。
◆「考察」で新しい研究結果を提示するのは御法度である。全体の関係を明確にするために、「考察」で新しい表やグラフを導入したり、新たにほかの研究を引用したりするのは構わないが、どんな些細なことでも、「考察」で議論される研究結果は、すべて「研究結果」で紹介されたものでなければならない。
といったことが書かれている。
何が書かれるべきであるかということについて、大雑把なレベルでは多くの者の見解は一致するが、具体的なレベルになるといろいろなパタンがあり、論旨や分野によって最適な形態は変わってくる。上記以外にも、例えば、"Discussion"で得られる結論（提案する学説）は、通常は、Introductionにて「明らかにする」と述べられているはずであるが、必要に応じこのパートに事柄明記してもよい。別の見方をすると、提案する学説と、実験結果との間をつなぐ推論過程（論拠）を記述、説明するのが、このパートであり、先述の「トゥルーミンの三角ロジック」においては、「推論過程」に相当することを記載する。
Discussionに記述する結論、即ち論文全体で提案する学説は、Introductionで発した問い（つまり論文の主題）の解でなければならない。ただし、Introductionで発した問いのほうを、「解」にあわせて記述するため、この問題については、深く考える必要は実のところは大きくない（書き方の問題としては非常に重要であるが）。
必要に応じ、研究目的の達成度合いを評価をここですべき場合もある。なお、前述のとおり、ここで提案する学説の根拠として、Resultで示した実験結果に加え、必要に応じて、他の研究結果を引用することはよくあるが、ここで引用する他者（過去の自分を含む）研究結果は、通常はIntroductionあるいは、Methodでそれに触れておかなければならない。必要に応じた詳述をここで行うことも可能である。

### 考察のスタイルと考察に書かれるべきこと
形式においては、以下のことが記載されていることが多い(前述の“論文の論点とデータの解釈”の節参照)。
- 研究成果のうち重要なトピックについて、重要性の説明をする。
- 研究成果に対して要約し、さらにコメントをつける。
- データの解析/可視化(データの特徴や傾向の把握,異なるデータの比較,自分のデータと先行研究との比較)、あるいはその要約
- データから得られた気づきや論点に対する簡単なコメント
- データから得られた気づきや論点の掘りさげ(法則性の発見,定式化、理由,メカニズムの推定)
- Introductionの「研究目的」で提案した仮説を、実際に考案したモデル等を含め詳しく書く。
- データの解釈において普通に考えると納得のいかないだろう事柄について、なぜそうなるのか理由を説明する。
- 実験の結果、および他から引用した結果を総合したものが、正しく、「提案した仮説を立証している」ことを書く。
- Introductionの「研究背景」説明した関連する先行研究に対する位置付け、意義を書く。
- 実験手法の妥当性を、「提案した仮説を立証する」という観点から評価する。

内容面においては、以下のことが記載されていることが多い。
- 実験データの意味の再説明
- 実験を説明するモデル,メカニズムの提示
- 特徴的なデータの抽出
- 論点の抽出、説明
- データの変な箇所（単純に考えるとおかしく見えそうな箇所）の指摘と、その説明
- いくつかの論点に基づいたデータの分類、比較（先行研究との比較を含む）
- データ間の相関関係の把握、因果関係の推定
- 実験の精度と誤差,信頼性についての検討。
- 行った実験での検証の限界の検討。
- 今後どのような研究が望まれるかの提示。

### データの理由づけとしての考察
実験系の論文において、重要な考察事項は、データが「なぜそうなるのか」を説明することである。したがって得られたデータに対して、「説明を要する箇所」や「特徴的な個所」を指摘して得られたデータや、その特徴の理由付けをするといった考察（実験速報型の考察）は、実験を伴う場合には必ずなされる。
したがって、データを読む力が必要である。データを読む力には、「A ⇒ B、B ⇒ Cといった論理的な思考に基づく周到なプロファイリング」と、「なんとなくデータのこの辺に何かがありそうだ」という直感の両方が必要であるが、論理と直感のバランスは難しい。データを論理的に読む能力としては、以下のことができる必要がある。
- データの値そのものがどの程度の値になるかを予想する
- データの傾向がどのようになっているかを予想できる

まず、データそのものの値については、簡単なオーダーエスティメーションからかなりのことがわかる。例えば、DNA溶液の濃度が数mol/mlとなることは、そうそう考えにくいといったことは、塩基長や1bp当たりの分子量やアボガドロ数、PCRの初期鋳型量の典型値等から簡単な算数で求まる。このように、データそのものが概ねどの範囲にあるかという視点はデータが正しいか否かを論証するうえで一つの指針となる。ただし、オーダーエスティメーションと実際の値が数桁違うことは確かにある。例えば原子間力については、角材を引きちぎるのに必要な力からオーダーエスティメーションで求まる力よりも数桁高い力が測定されるようである。このような場合には精密なモデル化に基づいた詳細な検討が必要となる。
データの傾向については、例えば、データを曲線に表してみたとき、その曲線がどのような増減をたどるかを記述あるいは予想し比較することで論証される。このような場合には、データの曲線のあるべき姿を論理的に把握できることが重要である。例えば、塩酸で金属を溶かすことを考えた場合、
- 塩酸の濃度を増やした場合
- 塩酸の量を増やした場合

に、金属が溶ける速さがどのように変化するかという問題を考えた場合で、「溶ける速さ」を、時間を固定し、金属の減った量を前後比較してみた場合、まず、前者は明らかに濃度が高くなるに従い早くなるという結果が得られるだろう。後者についても、実際には量が多くなるに従い早くなるという結果が得られるだろう（濃度の変化が緩慢になるため）。このような予想は、反応速度論の反応曲線から立てられる。またPCRの場合でも、初期鋳型量が同じならば、最初はおおむね同じ曲線をとり、終末地点で差異が得られるだろうなどといった予想が立つ。このように、データの傾向がどのような増減をたどるのかといった問題については、大学院の入試問題中で、問われることもある。例えば総研大の遺伝学専攻の入試問題には、そのような問題が多数記載されている。
その他に、
- データ自体の顕著な傾向について指摘できる
- 一つ / 複数の視座からデータを比較することができる

といった能力も必要となる。顕著な傾向は変化が急峻である箇所や、変曲点等、現れやすい個所がいくつか存在する。また、データのあるべき姿に照らして「比較せねばならぬ箇所」や「顕著にずれがある個所」などといったこと、データ間で一見矛盾しているように見える箇所等を指摘し、理由が説明できれば理由を説明していけばよい。
より、高度な考察、即ち「モデル化」にまで踏み込んだ場合には、話がより高度で複雑となるため、次節にて述べる。

### モデルの構築、提示の仕方
本節では、論文中の「考察の書き方（書かれ方）」という観点からモデル化について論じる。より一般的な観点については、Wikipediaの専門記事
- 数理モデル
- モデル (自然科学)

等を参照のこと。
特に現代の科学においては、「真理とは何か」といった哲学的で捉えどころのない問題に比べ 「どのようなモデル、式、計算コードが最も現実をよく反映するのか」という問題が圧倒的に重要な意味をもつ。そのため、現代の自然科学においては、「とりあえず」のメカニズムを考案する上で、以下のような流れでモデルを形成し、その良否を論じることが多い。
モデル化の本質は、「牛を球と仮定する」という標語が教えるように、起こっている現象から本質と無関係と思われる部分をそぎ落としたものを作り、そこに物理法則をあてはめ、現象を再構築することである。
モデルの提示方法は、大まかに、以下のように類型化される。
- 1つのモデルを挙げ、そのモデルが実験をよく説明していることを示す。
- いくつかの対等なモデルをいくつか挙げ、それをいくつかの論点から比較し最もよく実験を説明しているものを選ぶ。
- 複数の論点を挙げ、それぞれの論点についてモデルを1つ / 複数挙げ、妥当性を示す / 妥当なものを選択する。

モデルの構築方法の典型的な一例を以下に示す。
- 直観的に考え、もっともらしい「仮のモデル」を、議論の叩き台にするために提案する。
- 現実と合致するようにモデル、式、計算コードを調整する（調整されてできたモデルあるいはモデルの調整法をとりあえずのメカニズムと考える）。
- そのモデルが、（少なくとも考えた中では）最もよく物事を説明していることを、統計学的な見地から評価する。
- モデルを調整するのに用いた実験パラメータの物理学的な意味を次元解析等を参考に解釈する。特に萌芽的な研究においては、「ある程度幅をもった実験結果でも取り込めるような体系を作り、実験でパラメータを抜き出し、外挿によって近縁の系に対して予測を立てる」という手法がよく採られる。

モデルは、いくつかの原理（物理法則や数理法則、経済法則等）から演繹的に作られる場合や、いくつかの実験法則をまぜた方法で構築される場合など様々な場合がある。実際の論文中で構築されたモデルそのものについて、例えば量子力学の古典的な論文中のモデルについては、江沢2002に外村彰の実験等を含む様々な有名な研究のモデルの核心となる部分が、演習問題として原著を引用した上で解説されている。また、初等的な微分方程式を用いたモデル化手法の解説が、例えばマルサスの人口モデル等を例にして、デビッド
に記載されている。比較的簡単な数理モデルを実際にプログラムを組んで計算する方法自体については、例えば小高（C言語）
山田 (VB)吉村 (Excel VBA)等多数の書籍が存在する。
より、記述的なモデル構築手法としては、曲線あてはめ（非線形最小二乗法）がある。
- 「データをプロットしてみること」や、「理論的な考察」から、当てはまりのよさそうな曲線を考案する。
- 最小二乗法等を用いて、フィッティングパラメータを調整する。
- 誤差の評価
- 次元解析などから、フィッティングパラメータの持つ物理学的な意味を考察する。

例えば自由落下する物体Aの位置xと時刻tの関係を表す式は、モデル式としてとてもよいものであろう。
{\displaystyle x(t)=at^{2}+bt+c} (1)
(1) 式において、フィッティングパラメータはa、b、cの3つの文字。当てはまりのよさそうな曲線を表す式のことを、その式の由来によって「実験式」、「理論式」と呼ぶ。を求める問題を、「運動方程式に重力の作用を仮定して式変形から、(1) 式を導き、データとのフィッティングから最適なa、b、cを求める」という方法で当てはめる場合には、(1) 式は理論式である。逆に、「データを散布図に書いてみたところ、何となく放物線の当てはまりが良さそうだということに気付き、とりあえず、(1) のような式で当てはめてみた」という場合には、(1) 式は実験式（経験式）である。なお、例えば原子間力のポテンシャルを表すレナード-ジョーンズ・ポテンシャル等は、有名な実験式であるが、この式も最近では「シュレーディンガー方程式に何らかの近似を施すことでも得られる」としている書物もあり、元々実験式だったものが、理論式になるということもある。
「曲線あてはめ」は、より一般には、変数がたくさんある場合には「曲面のあてはめ」という言い方をした方がよいだろうが、曲線の当てはめですら、10年前まではコンピュータの計算力から極めて難しく、アレニウスプロットや直線回帰などのようなきわめて限られたものしかできなかったため、統計学の文献が数多ある中、理論的な解説をしている書籍は少ないという事情もあり、一般化していない。現在ではOriginなどの主要な統計ソフトにはおおむねこの機能が搭載されているため、アレニウスプロットや直線回帰以外にもたくさんの回帰曲線が論文に現れるようになっている。

### 結果と考察の違い
"Result"と"Discussion"の境界は、"Result"と"Method"の境界同様、現実にはそこまで明確ではなく、実際の論文でも、"Result"と"Discussion"（場合によっては"Result"と"Discussion"と"Method"）が結合されることがよくある。一般にどこまでが結果で、どこまでが考察なのかは、研究目的に依存する
。この線引きの1つの目安としては、ある“事実”が、それの立証に、ある程度高度な推論過程を要求される場合（自明でないあるいは自明でないという立場をとる）には、「仮説」であり、考察に記述すべきであるが、推論過程が単純な場合には"Result"の中で述べてしまってもよい。初等的には“Discussion”には主観が入り、“Result”には主観が入らないというが、主観と客観の差というのは案外曖昧な点もあり、場合によっては表現の問題であることもある。この背景には、測定方法が高度化し、「一切の解釈を含まない純粋な意味での結果」というものが得にくくなっていることがある。しかし、事実と意見を峻別するセンスの重要性は依然として変わらない。このように、Discussionの部分では、「正しい、正しくない」や「適切、適切でない」という問題がますます難しくなる。
提案した学説が自明か否かについては、卒業論文のような習作的なものでは、ある程度熟達したものにとっては、その解釈が自明となる場合もある。さらにいえば、ノーベル賞クラスの論文のにおける考察ですら、「現在の立場」からみればほとんどの研究者にとって自明あるいは常識的なことになっていることが多い。その意味において、「自明でない」という言葉の意味は必ずしも自明でない。自明でないことの基準としては、1つの基準としては、学術論文としては「この論文を提出する以前に誰も同様のことを主張していない」ということがあるが、「同じか違うか」にも解釈を要する部分がある。

### 考察は難しいか
考察すべき事柄は、研究の目的、つまり「何をどのように明らかにするのか」を確定した / 確定できた段階において機械的に決まる。通常は、実験初期に「何をどのように明らかにするのか」が確定した段階で研究する対象に関する大まかなモデルをいくつか立て、実験の計画を立てる。この時点で実験、データの解析、シミュレーション、理論的な検討、仮定すべき事柄は自動的に決まる。これに従い計画段階で構想したモデルのうちいずれかを明確に支持あるいは反証する結果が出た場合には、わざわざ論文に投稿するだけの価値があるか否かはともかくとして自動的に考察も含めた論文が作成できる。
逆にいえば、どれだけ立派な目的があり、どれだけ沢山データが出ても、上記のような流れで考察が機械的に導き出せない状況であるならば、実験者がよほど未熟な場合を除き、目的、取得すべきデータの測定計画の少なくとも片方を修正せねばならないということになる。考察が出来ない理由としては、得られた結果が当初の予想のいずれをも支持しているとも反証しているとも言い難い場合（非常によくある）か、あるいは計画段階の予想を大きくはずれる結果となったか、実験の計画がほとんどまともに行われていなかったかである。このようなケースは、考察が難しいというよりも、実験計画自体に問題があったと考えた方が良い。得られた結果が当初の予想のいずれをも支持しているとも反証しているとも言い難い場合というのは、得られた結果の一部、あるいは全部が当初予想したモデルのいずれとの関係も微妙、つまりポジティブな結果ともネガティブな結果とも言い難いことである。得られた結果が当初の予想のいずれをも支持しているとも反証しているとも言い難い場合はよくあり、したがってリサーチクエスチョンを思い付いた直後に本式のデータを取ろうと試みることは賢くない。通常は、いくつものリサーチクエスチョンをもち、どういうデータが面白いのかをよく熟考した上で、際立った特徴のあるデータが取得される条件等に関する辺りをつけるための「予備実験」や「基礎検討」をしつこく行う必要がある。「予備実験」や「基礎検討」に関しては、必ずしも「実験計画法」が理想とする「全盲」な実験を行う必要はない。そのようなことをすれば、逆に何を行っているのか分からなくなる場合がある。実験計画法が理想とする「全盲」な実験は、「実証実験」の際に行えばよい。このときには、既に研究の勝負は終わった後である。
得られた結果の一部が当初予想したモデルと反していたとしても、「一部のデータを除き、提案したモデルと合致している」という言い方で論文にすることもある。この場合は、扱っている問題の難易度にもよるが必然的に提出時の評価は下がる。合致しなかったデータを棄却する理由を明確に示せた場合に、その旨を考察で述べるか、あるいは読者に余計な混乱を与えないためにそのデータ自体を論文執筆段階では無視して論文にする。得られた結果の一部が当初予想したモデルと反している場合に打てる別の手段としては、実験結果と合致するモデルを逆に考案することである。このようなモデルが提案できた場合には、通常は最初から合致したモデルを示すことを目的として論文を書くため、考察を記述する段階では機械的な考察が可能である。モデルの修正もデータの棄却もできない場合にはそもそも実験の計画自体を根本から見直すか、あるいは実験の精度等を根本から工夫し直さねばならない。
教養課程の学生実験の場合には、実験の目的も、過程するモデルも、実験の計画も既に与えられた物を用いる、つまり実験データ以外のものは全て与えられたものを使うことが多いため、考察すべき事柄自体も、その主幹たる部分については天下りに与えられているに等しい。そのため、論文における考察において最も重要な「実験結果との間をつなぐ推論過程」の記述は、あらかじめ与えられた公式と自分のデータとを比較して機械的な処理をしてそれを文章にするだけの機械的な作業になる。また、提示した仮説を検証するために行った実験方法の妥当性も一般の論文では重要な考察の対象だが、学生実験では、この部分については十分に考えて作り上げられていて、もはやその妥当性を云々する余地はほとんどなく、実験装置を予備的に評価する時間も与えられないため、できたとして「なぜこの構成が最適なのか」を自分なりに考えた結果を記述する程度である。学生実験の目的は仮説 - 実験 - 評価という実験科学の方法論を体験することが目的なので、このような過程を忠実に体験することは、実験家としてのセンスを磨く上で重要であり、考察の主幹の部分が機械的であってもきちんと書かねばならないが、一方で教官においてはそれだけではあまりに機械的すぎるため評価を与えない場合がある。学生実験において本筋の考察だけではだめだとする考え方も一つの見識ではあるが、現実の論文において重視される「問と解の合致」の重要性が十分教育されない結果につながる可能性があり、本来考察すべきことを十分に論じず、瑣末なことをばかり論じる傾向を助長する危険もある。

## "Conclusion"の役割と構成
この論文が何を問題とし、どのような方法で、どのような根拠からどのような解をあたえたのかについては、通常は、これ以前の項目において十分な議論をしているはずであるが、これを簡潔にまとめる。
概要をまとめるという意味においてAbstractと同様の役割を担うが、特にこの研究で得られた知見が何で、何がオリジナリティーなのかを強調する点がAbstractとの決定的な違いである。場合によっては、「今後の課題」も書くこともある。
通常の場合は「本研究では、<<目的>>について、<<手段>>という方法 / 観点から調べた。結果、<<結果1、2、…>>が分かった。これらの結果はモデルAとよく一致する（<<考察1>>）。これらの結果が生じた原因としてA、B、Cが考えられる（<<考察2>>）」のように書く。

## Appendicesについて
Appendicesとは付録のことである。本項目は、付録であるため、構成があまり明確ではないが、本文中にあると論旨の直線性を乱すが論文中に是非含めたいものがまとめられる。具体的には、測定された生データ、回路図、開発したコンピュータプログラム、機械図面、詳細な装置構成、詳細な計算過程、理論の導出の過程の詳細等が記載される。
従来は、原著論文（特にショートレター）の場合、ページ数の兼ね合いから付録を作成するのは困難であったが、最近では"supplemental information"や、"supporting online material"等といった名称のオンラインのファイルを作成することができることもある。Web上にAppendicesを置く場合には、動画や音声等が置ける場合もある。
詳細は、各誌の投稿規定を参照のこと。

## その他の部分についての記載
IMRAD型の文章といわれる文章にはI、M、R、Dやタイトル、アブストラクト、Appendices以外に、参考文献一覧や、著者一覧、脚注、謝辞や付録などの項目がある。これらについては投稿規定等を参照のこと。なお、参考文献一覧については、参照 (書誌学)の説明も参照のこと。

## その他

### 関連する学術領域
IMRADは論文の構造に関する概念であるため、ありとあらゆる分野が関連する学術領域となるが、ここではIMRADそれ自体に関する体系的な研究について、最近の動向を説明する。
(1) 図書館情報学的な観点から
論文の構造分析に関しては、図書館情報学的な観点からいくつかの研究がなされている。たとえば、慶応義塾大学の上田修一教授らの研究では、レーベンシュタイン距離を用い、定量的、客観的な尺度から、論文の発行国、発行分野ごとに、どの程度の論文がIMRAD形式を採択しているかを試算している。
(2) スタイルマニュアル、ライティングのHow to本の研究
スタイルマニュアルやライティングのHow to本の記載内容の比較検討を行う研究がなされている。たとえば、東北大学の江藤裕之准教授らは、様々なスタイルマニュアルや、ライティングのHow to本の比較考察を行う研究を多く発表している。スタイルマニュアルやライティングのHow to本は、論文の構成を定める場合が多く、論文の構成に関する解説を加えることも多い。論文の構成に関する解説には、そのスタイルマニュアルやHow to本が関係する分野の考え方が反映されるため、スタイルマニュアルやライティングのHow to本の比較により、それぞれの分野間の比較が一通りはできる。
(3) 言語学からの研究
京都大学の田地野彰教授のグループは、「京都大学学術論文コーパス」に関連した研究に関連して、論文の構造を、言語学的な観点（ムーブ分析）から研究している。

### 関連規格・歴史等
歴史については、例えばWuを参照のこと。
論文に関連する米国の規格としては、ANSI Z39シリーズ  がある。同シリーズにおいて、IMRADに関して、直接定めた規格としては、既に廃止された規格ではあるが、ANSI Z39.16がある。同Z39シリーズのうち、現在も有効な規格であり、かつ、論文の構成に言及しているのはANSI/NISO Z39.18 - 2005 (R2010)である。ANSI/NISO Z39.18 - 2005 (R2010) では、IMRADという用語を直接規定していないが、前記規格の第三章にて、IMRAD型と同一の形式を紹介している。
日本においては、論文に関係する規格として、科学技術情報流通技術基準がある。この規格は、句読法や引用の仕方、書誌情報などの枝葉の内容に特化した規格であり、論文本文の構成についてはほとんど言及していない。
また、関連書籍の多くが国立国会図書館による図書分類においては、論文作法（ろんぶんさくほう）というジャンルに入っている。

### 論文の入手と検索に関する補足
IMRAD全体の配分や、個々の項目（すなわちI, M, R, D等）にどのようなことを記載するかは一般論としてある程度のことは述べることができ、論文を読む / 書くの両方において有益な視座を提供すること自体は可能だが、現実には、実際に、当該分野の良質な論文数編を読み、自分で論文を執筆してみなければわからないことが多くあると言われる。そこで、実際の論文を分析するにあたって有益と思われるソースをいくつか紹介する。
まず、国際誌のレベルについて述べる。多くの論文誌の投稿規定では、IMRAD型をスタイルとして指定している。投稿規定そのものについては、個々の雑誌のWebサイトから確認できる（例: 医学生物学系。個々の雑誌自体の投稿規定より、より上位の投稿規定として、最近では統一投稿規定なるものも一部の分野では作成されてきており、例えばInternational Committee of Medical Journal Editors (ICMJE) による生医学雑誌への投稿のための統一規定（統一投稿規定）なるものが、立案されている。この規定に従っていれば、この規定に参画した雑誌では投稿規定を満たしたものとみなされる。
実際のところは上位の（インパクトファクターの高い）論文になればなるほど、投稿規定は口やかましくなくなる傾向にある。とはいえ、どのような論文を読むにしても、IMRADの考え方を知っていると、読むうえでよい手がかりを得ることになると考えられている。このことについては、のちに参考文献を挙げて説明する。
実際に国際誌を読もうと思った場合には、例えば有名な総合学術雑誌だと
- Nature
- Science
- PNAS

などがあり、PNASについては一定期間以前の論文であれば誰でも無料で全文を読むことができる。Scienceについては、年間1万2千円程度の購読料で過去すべてのアーカイブを閲覧でき、Natureについては、他紙よりも高額であり、かつ、閲覧制限が強い。
他に、個々の分野の専門学術誌としては、生物系ではCELL、物理系ではPRL、化学系ではJACS等、その他Natureのファミリー誌等を筆頭に、おびただしい数の雑誌（ジャーナル）がある。
論文誌の一括検索に関しては、おもにメディカル系中心ではあるが
- Pubmed

が、有名である（アブストラクトの表示と、個々のジャーナルの個々のアーティクルのアブストラクトページへのリンク機能がある）。
その他、グーグルによる
- グーグルスカラー

などがある。いずれも、通常はアブストラクトまではたどり着け、それ以降は個々のジャーナルに対し、論文の費用（数千円 / 1論文程度）を支払う必要がある（総合学術誌、専門学術誌限らず、大概の場合はアブストラクトのみであれば、無償で全文を読むことができる）。また、ごくまれにではあるが、重要な論文など一部の論文が無償で読める場合もある。山中伸弥教授のグループによる、マウスiPS細胞ヒトiPS細胞に関する論文は、Cell誌のWeb siteにて無償公開中である。
その他の入手経路としては、国立国会図書館のOPACから、論文の複写（紙媒体モノクロ印刷）への複写を有償で申し込むことができる（印刷費として1ページあたり数十円程度がかかり、送料が郵便代程度かかる）。また、所属機関（大学等）がサイトライセンスを契約している場合、所属機関の端末から読むことができる。
英語論文に対して、日本語での解説を加えたものとしては古くから多数の解説があるが、最近のものを数例紹介する。ライフサイエンス新着論文レビューに、英語で記載された原著論文の解説が記載されており、無償で閲覧できる（解説のみ）。また、どちらかというと文レベルの解説に重きを置いた文献ではあるが、半導体、化学分野については、斉藤のような文献がある。他にも、英語論文の解説をした文献としては、生物系だが英語論文セミナーシリーズなど様々な文献が販売されている。
最近では、IMARDとの対比をして、システマティックに読解していく方法を、具体的な論文を通じて科学技術英語徹底トレーニングシリーズのように、重要な論文1篇を挙げ、構造・構成の分析を実演してくれる教材も存在する。このシリーズは、ロボット工学、ライフサイエンスなどについて、具体的な英語論文1篇をあげ、IMRAD（形式）と、内容の対比を実践した教材となっている。

### アカデミックスキル教育の観点から
本節では、IMRADに関する諸概念に関し、一般的な学校のカリキュラムとの関係を述べる。

#### 大学・大学院教育において
英語圏の大学・大学院では、リサーチデザインや、アカデミックスキル、アカデミックライティングに関する系統立った講義や、
手厚いサポート（ライティングセンター等）がなされているとよく言われる。一例としては、インペリアル・カレッジ・ロンドンのヒラリー・グラスマン-ディール氏の講義ノートが参考になるであろう。
最近では、日本の大学や大学院でも、アカデミック・ライティングに関連した講座が確認されている。
シラバスを検索する限り、アカデミックスキルに関する講義は、専ら大学院、研究者レベルで行われており、上記の講義同様、論文の内容それ自身の紹介や、IMRADへの分解に加え、
- 具体的な論文のI, M, R, Dにはどういうことが記載れているのか
- それぞれのパート (IMRD) をどういうふうに組み合わせて全体の結論に説得力をもたせているのか
- それぞれのパートの記述で良いところ（悪いところ）

などを指摘しているものと思われる。
一例として、筑波大学の 秋山英三准教授の講義スライドを紹介する（経済系）。秋山英三准教授の講義スライドでは、過去の修士論文をIMRADに分解したうえで、過去の学説の対立点を背景にて指摘し、別の視座から対立点に有益な見方を与える方向で議論を収束させている点などの良い点を指摘して、修士論文の書き方あるいは論文の書き方（読み方）について言及している。金沢大学では、特定の科目としてではないが、外部の英文校閲業者の専門家に講演を依頼し
論文の書き方に関する情報提供をしている。また、帝京大学の井上和夫教授のホームページはIMRADに関する記述が充実しており、特に、卒研生が実際に論文を書いていく状況などを公開しているところが特筆すべき点である。
最近では、学部教育においても、IMRADについて講義を行う学校もある。例えば東京大学では、高田康成教授、トム・ガリー准教授らのワーキンググループを中心とした
ALESSプログラムが行われている。このプログラムでは、学部1年の学生に簡単な自由研究をさせてみて、その結果を論文にまとめさせている。
京都大学では、小山田耕二 教授（可視化技術、シミュレーションの専門家)を中心としたワーキンググループにて、京都大学全学共通教育国際学生シンポジウム（共通の教養科目）を実施している。これに関連した学部生向けの教育において、IMRADについても教えている。
講義の対象者（受講生）は、学部初年級で、本記事の想定している読者と同レベルを想定した講義である。前記シンポジウムの関連講義が、ビデオやスライドとして公開されている。本シンポジウムに関しては、関連書籍として以下の小山田が公開されている。講義内容としては、
- 科学的方法に関する一般知識の教育
- IMRADに関する一般的な説明
- アカデミック英語の講義

であり、実習としては
- いくつかの模範的な論文（英語）の構成分析（ムーブ分析）
- 仮説検証のフレームワーク（飲料の売り上げと、季節の関係を、回帰分析で分析する等）
- 査読の体験

などをおこなっていことが動画等から判る。
さらには、大学ではなく、高等学校でも、一部のスーパーサイエンスハイスクールでは、IMRAD形式に基づいた作文、論文発表の指導がなされている。
卒業論文・修士論文レベルでは、最近では、いくつか大学・研究科では、卒業論文のスタイルマニュアルや統一規定を刊行し、卒業論文、修士論文等の作成手法のある程度の部分を、明示知として開示している。一例として、立命館大学経営学研究科のスタイルマニュアルを示す。
大学院入試問題でも、現実の論文に対して、背景や考察などを要約させる出題がなされることがある（例えば総合研究大学院大学の入試問題等）。

### その他の関連書籍
IMRAD型という言葉を明示していない科学の論文の解説書や、学生実験の指南書、文章技術の本、「研究のやりかた論」の本もあり、ここに引用した文献はいずれも優れた定評ある文献だが、これらの本で挙げられている論文の構成法は、IMRAD型そのものである。この中で、特に木下は、I、M、R、D等の文章の構成要素がどうあるべきかの解説が厚く、David Carr Bairdは、結果の処理の仕方や考察の論じ方の解説が厚い。小田中は、段落レベルの構成法（いわゆるパラグラフライティング）に強く、西村は、「執筆計画」などを詳しく解説することで、どういう段取りで論文を書けばよいのかの解説が厚い。また、身延、中田は、初心者が初めて科学技術論文を作成する上で大事なことを、研究開始の段階から詳しく説明し、初心者でも研究の流れを把握しやすい内容になっている。つまり、知的な労働を行う人間が行えなければならない最低限の能力の1つであるところの「自ら調査（何をどういう方法で調べるか）を計画し実行する」方法についても、興味深い考えが載っている。見延には、統計図表の扱いかたなど、本節では詳しく述べられなかった事柄も解説されている。Allemは、博士課程向けの研究生活ガイドなので、独創性を重視するきらいがあるなど、初心者については少々志が高い側面があるが、時間管理や自己管理等を含む基本的なスタディースキル / アカデミックスキルについて丁寧に解説されているため、研究経験のない者でも充分に読めるものと思われる。グリンネルは研究現場の少々生々しいところまで言及している。

### "Method"と特許
方法の開示自体を目的とした（少なくとも建前上の目的とした）文書としては、特許文献がある。
論文の"Method"と特許の関係は、法的な意味では極めて複雑であるが、本節では、主に特許文献と"Method"について、単に実験方法の開示手段という観点から比較する。なお、特許の構成の詳細そのものについては、に解説を委ねる。
論文におけるMethodの目的は、実験方法を開示することによって、実験結果の妥当性などを主張することであるが、特許では、実験方法を開示することによって、他人が自分のアイデアを真似したか否かを（法的に）判定することが目的である。
論文の“Method”の項目が、装置構成そのものの説明、実験手順の説明及びその妥当性や装置構成の詳細、測定原理の妥当性については、軽く触れるにとどめるのと対極的に特許文献は、そのほとんどを装置構成の特徴付けに費やす。
特許文献の構成について、大まかに説明する。
新しい装置や道具に関する発明に関しては、実施例において、
- 構造、構成の説明
- 動作、操作手順の説明
- 効果（従来に比べよくなった点、新たにできるようになった点）

を説明する。
新しい反応プロセス、工業化学的産物等に関する発明に関しては、実施例において、
- 実験器具のリストアップと、仕様の説明
- 実験に用いた試薬のリストアップ
- 実験手順の説明
- 効果（従来に比べよくなった点、新たにできるようになった点）

を説明する。
このように、特許文献においては、装置の構成や、実験手順等、論文においてはMethodの部分に記載されるべき事柄に極めて多くの分量を割いている。また、図面は装置の構造や構成を説明することに注力されるため、ある程度機械図面（論文では殆ど見かけない）に関する知識がないと内容が理解しきれない場合もある（例えば西村に記載程度の知識が必要）。
また、特許文献では、実施例に記載の内容を抽象化して、「アイデア」を「他の人が真似したか否かを判定すること」を目的とした請求項が作成される。請求項には、実施例に記載の内容を実現する上で必要な要素のうち、新しい事柄（装置の新しい特徴、手順の新しい特徴、旧来からあるものの間の新しい組み合わせ（例: 鉛筆の後ろに消しゴムを付けた）等）をまとめる。
ただし、特許文献においては、実施例の定量的実効性はあまり重要視されていないという傾向がある。つまり、「効果」の部分は、「非常に改善した」などといった、定性的な言い方となる傾向があり、定量化を明確に行っていない場合や、データそのものが模式的（XXの結果を模式的に示す等と記載されている場合もある）な場合もある。また、本当に実施したかどうか怪しいとされる実施例もある。
特に、実施可能性の理論的な判断に比べ、実施が非常に難しい場合（例えば人工衛星の新機能等）は、実施例とはいっても、実施していなくても権利化に支障がない場合もある。総じて、実施可能性の理論的な判断と、それを裏付ける模擬的な実験、理論検討、精度の低いシミュレーション等のみで、論文の常識で考えられるよりも大きな「問」に対する「解」を提示できるのが特許の特徴である。
そのようなことになっている理由は、「特許出願前に、何らかの情報を外部に公開してしまった場合、たとえそれがアイデアだけであったとしても公知とされる（自分のアイデアであろうがなかろうが）」可能性が極めて高いことがある。研究開発には巨額の投資が必要であるが、外部から投資を呼びこむための情報開示により、知的財産権が無効化されないようにといった、権利上の問題がある。実際「Aという装置を作るから投資をしてください」というに投資の呼びかけを公表する前に、特許（模擬実験や理論検討、シミュレーション等を根拠とすることが多い）を抑えていないと、公募のアナウンス自体が公知例となり、新製品の開発が成功しても特許が無効化される可能性がきわめて高い。
総じて、特許の世界には「正しくなく、産業応用ができないものに関しては、特許として実際の価値はなく、従って他人の権利を侵害しないから無意味な文章であり、誰も気にしない」という特許の世界の暗黙の了解が存在する。また、請求項は、現実には不可能な項目をカバーしていてもよいため、非現実的な項目が含まれている場合もある。例えば、「対角線の長さが数十ミリメートルで、断面形状が正多角形であることを特徴とする鉛筆」という請求項があった場合には、当然断面形状が二万角形の鉛筆も前期の請求項でカバーされるが、そのような鉛筆は現状の技術では作ることが出来ない。特許文献を研究の参考とする場合、あるいはMethodに引用する場合には、この点に注意すべきである。
特許には、審査官による審査という過程があるが、審査の目的は、あくまで法的な観点（新規性の有無、法律文書としての体裁）であり、審査は、科学的な意味での妥当性そのものを保障するものではない。また、審査の拒絶も、審査官とのコミュニケーション手段であるため、ほとんどの特許が一旦は拒絶される。これは、学術的、技術的に重要な特許であっても同様である。さらに、「他社に権利を抑えられたくない（単に公知にしておけばよい）」ものや、製品化に失敗したものについては、学術的な価値によらず審査請求をしない場合もある（費用節約のため）ため、審査の有無、拒絶の有無は、学術的な観点から見た場合は参考程度と考えた方が良い。
特許と論文とでは、目的が大きく異なり、妥当性の判断基準も大きく異なることから、特許と論文の「二重投稿」は、二重カウントとはしない方向に舵が切られつつある。論文を特許よりも先に提出した場合、後に特許として権利化する場合に支障となる可能性が出てくる。一応、日本国内での出願に限れば論文発表後、学会発表後に特許を出したとしても、新規性の喪失に対して一定の救済策が望めるケースもあることにはあるが、国外も含めた権利取得（PCT出願等）を視野に入れた場合、論文投稿、学会発表以前に特許を出願しておかなければ著しく損を被る可能性が高いため、特許を取得する必要がある可能性があれば、特許を出してから論文を出すべきであるというのが、知的財産の観点からの常識である。
下表に、有名手法に関する特許であり、論文公開の直前直後に関連特許が出願されているものの一例を挙げる。特許には各国への移行による出願がなされることがあるため、日本へ移行した文献があれば、同一発明に対する英文の明細書と和文の明細書を並べて見られるため、ある種の「対訳」を見ることができよう。なお、他の重要発明の一覧を見たい場合には、例えば国立国会図書館の特集記事や、特許庁作成の技術分野別特許マップを参照されたい。
表4: 有名な手法に関する特許の一例
| 項番 | 内容                 | 特許番号 (US/EP)      | 特許番号 (JP)                    | 分野             | 関連論文 | 参考資料                       |
| ---- | -------------------- | --------------------- | -------------------------------- | ---------------- | --- | ------------------------------ |
| 1    | ポリメラーゼ連鎖反応 | US4683195             | 特許2622327                      | 分子生物学       | 関連論文は、例えば以下の通り。 - Mullis, K. B.; Faloona FA.;(1985). "Specific synthesis of DNA in vitro via a polymerase-catalyzed chain reaction." Methods Enzymol. 155 : 335-50. PMID 3431465. - Saiki, R. K.; Scharf, S.; Faloona, F.; Mullis, K. B.; Horn, G. T.; Erlich, H. A.; Arnheim, N. (1985). "Enzymatic amplification of beta-globin genomic sequences and restriction site analysis for diagnosis of sickle cell anemia." Science 230 (4732): 1350-1354. PMID 2999980. | 以下の調査資料を参照のこと。   |
| 2    | 走査型トンネル顕微鏡 | US4343993             | なし                             | 物性物理学       | 関連論文は、例えば以下の通り。 - G. Binnig, H. Rohrer, Ch. Gerber, and E. Weibel, Appl. Phys. Lett., Vol. 40, Issue 2, pp. 178–180 (1982) - G. Binnig, H. Rohrer, Ch. Gerber, and E. Weibel, Phys. Rev. Lett. 49, 57 - 61 (1982) - G. Binnig, H. Rohrer, Ch. Gerber, and E. Weibel, Phys. Rev. Lett. 50, 120 - 123 (1983) | 以下の調査資料を参照のこと。   |
| 3    | CT                   | US4115698             | 特公昭55-023616                  | 放射線、画像処理 | 関連論文は、例えば以下の通り。 - Hounsfield GN; Computerised transverse axial scanning (tomography) I. Description of system. Br J Radiol 46: 1016-1022, 1973. - A. M. Cormack; "Representation of a function by its line integrals, with some radiological applications" J. Appl. Phys. 34, 2722-2727 (1963) （同時にノーベル賞を受賞した他のグループの論文） | 以下の調査資料を参照のこと。   |
| 4    | ブーム法             | US5234809 , EP0389063 | 特開2001-78790                   | 分子生物学       | 関連論文は、例えば以下の通り。 - R Boom, C J Sol, M M Salimans, C L Jansen, P M Wertheim-van Dillen and J van der Noordaa;"Rapid and simple method for purification of nucleic acids."J. Clin. Microbiol. March 1990 vol. 28 no. 3 495-503 | 以下の調査資料を参照のこと。   |
| 5    | 青色ダイオード       | US5433169             | 特許2628404号（いわゆる404特許） | 半導体工学       | 関連論文は、例えば以下の通り。 - S. Nakamura, Y. Harada, and M. Senoh, Appl. Phys. Lett. 58, 2021 斉藤に、上記論文の部分訳と解説が記載されている。 | 以下の調査資料を参照のこと。 - |
| 6    | IPS細胞              | US8048999             | 特願2007-550210                  | 細胞生物学       | 関連論文は、例えば以下の通り。 - マウスiPS細胞関する論文 - ヒトiPS細胞に関する論文 【参考】 上記2論文の対訳が、以下の書籍に記載されている。 - 西川伸一（翻訳）、ニシカワ&アソシエイツ（翻訳）「山中iPS細胞・ノーベル賞受賞論文を読もう―山中iPS2つの論文（マウスとヒト）の英和対訳と解説及び将来の実用化展望」一灯舎（2012年12月） 日本学士院賞受賞理由 に上記2研究を含む研究の概略が記載されている。                                                                                | 以下の調査資料を参照のこと。 - |

より、ターゲットを絞った特許の検索は、日本の場合は特許庁のHPから、米国特許の場合は米国特許商標庁あるいはグーグルパテントから調べられる。Review of scientific instrumentsのような、装置専門の雑誌に詳細が記載されている場合もある。また、装置メーカー等の発行するカタログやマニュアルに詳しい説明が書かれている場合もある。現状、装置構成自体を最も詳しく説明している文献は、特許文献である。参考までに、特許文献の大まかなストラクチャーを述べると、「Aという目的を達成するためにBという装置を発明した。装置Bは、構成要素C1, C2, ... ,Cnを、図Dに示すように配置 / 組立したものである。この装置Bに対し、Eを行うと、現象Fが生じる。現象Fにより目的Aが達成される。」となる。特許とMethodの関係については、後述の「特許とMethod」の項目で詳述する。